# Oder-Neiße-Grenze

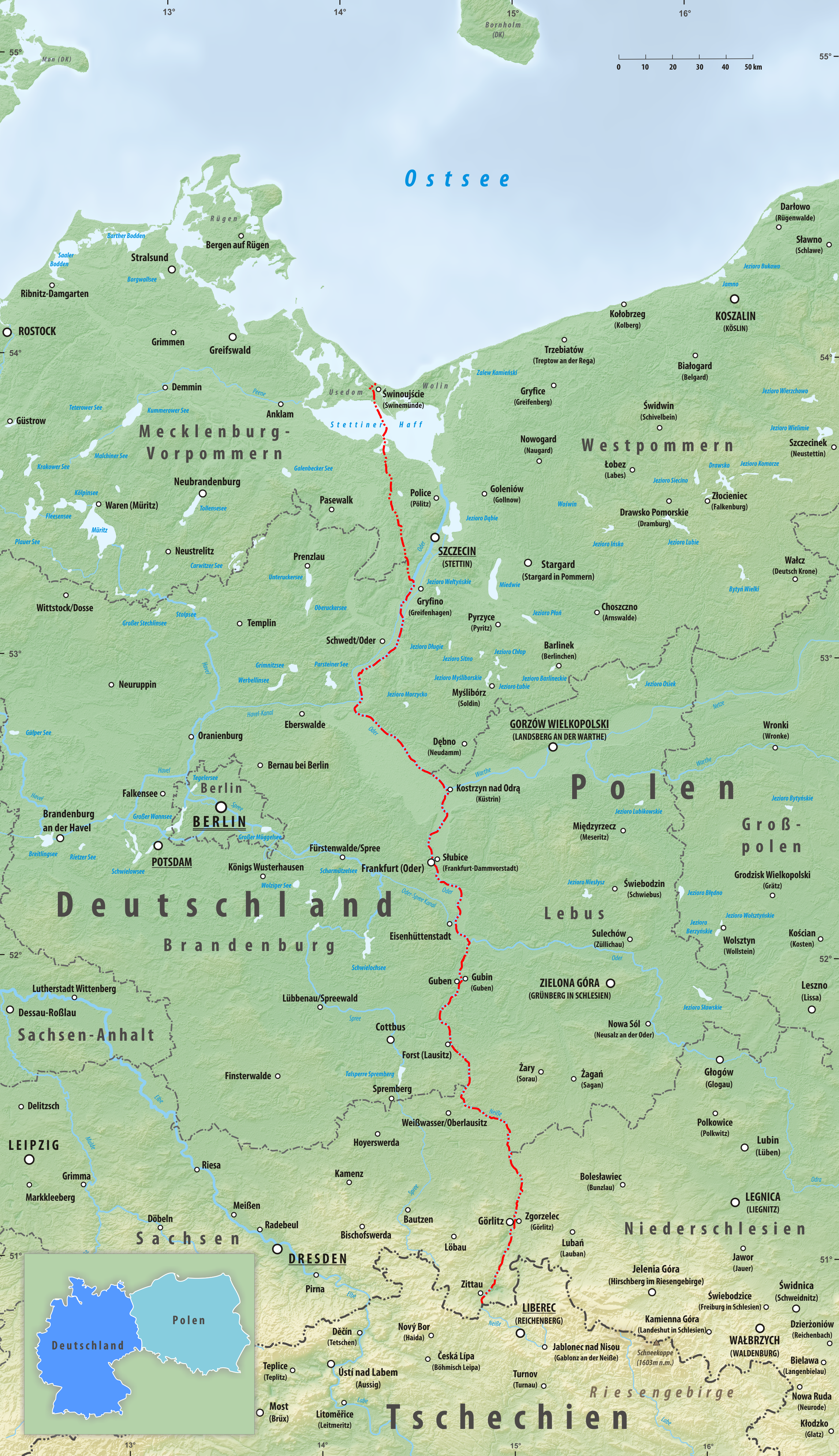
Grenzverlauf zwischen Deutschland und Polen

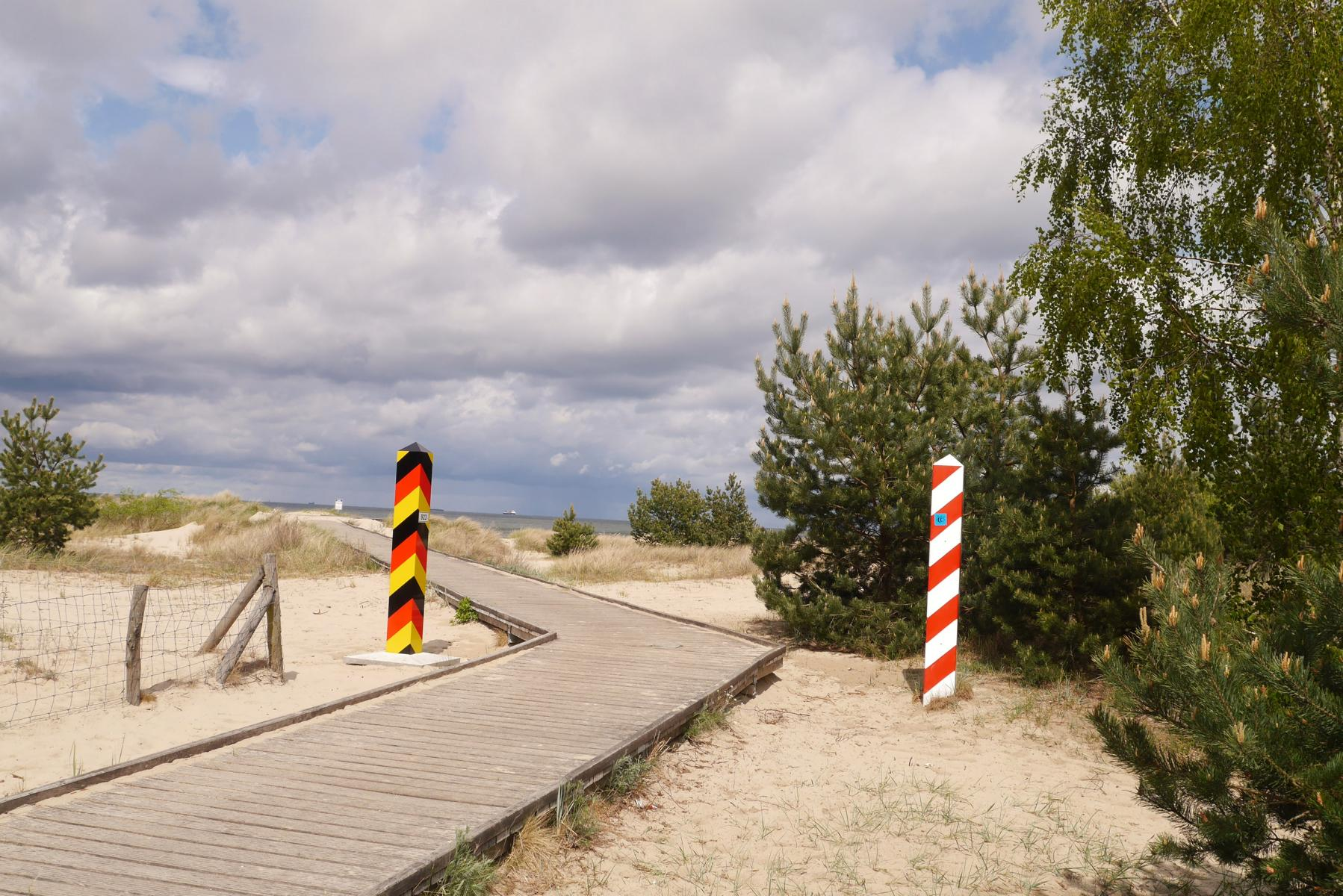
Nördliches Ende der deutsch-polnischen Grenze an der Ostsee

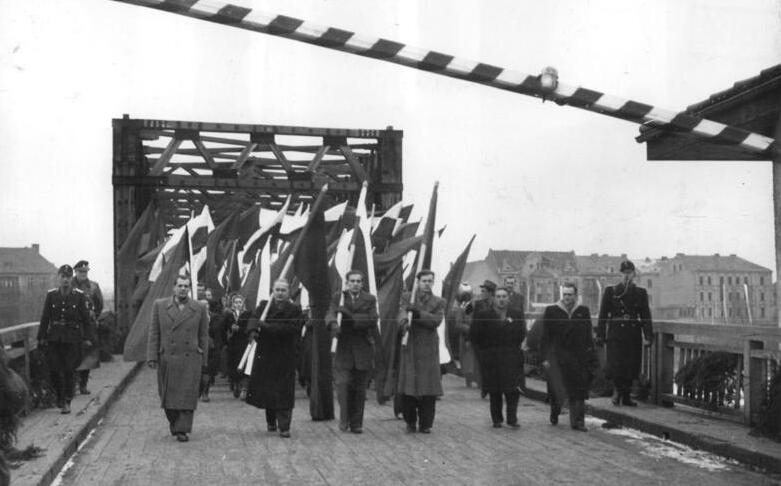
Marsch der polnischen Delegation für das Görlitzer Abkommen über die Frankfurter Oderbrücke

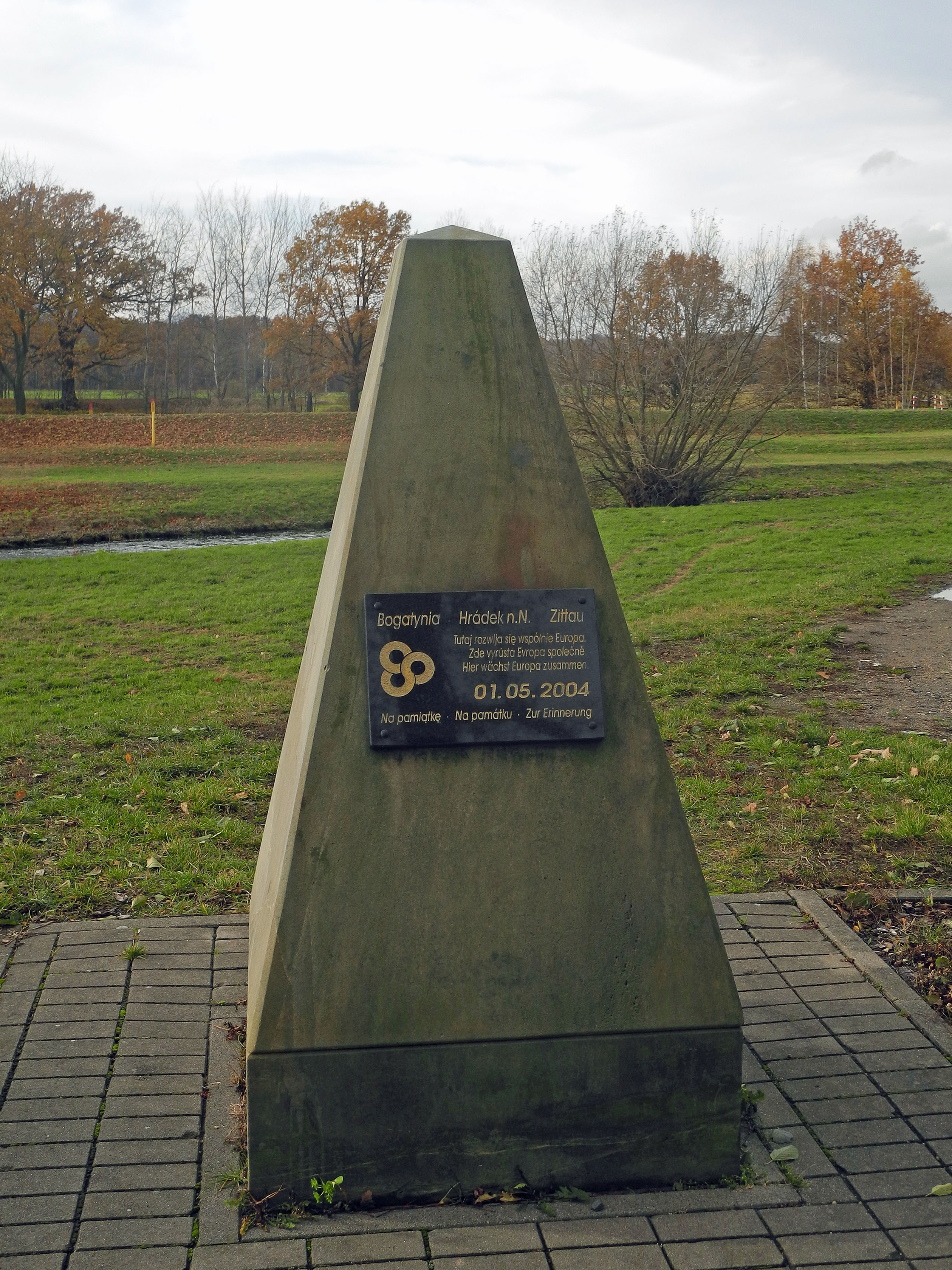
Erinnerung an den Beitritt Polens zum Schengen-Raum am Dreiländereck Polen – Tschechische Republik – Deutschland am Südende der Oder-Neiße-Grenze

Die Oder-Neiße-Grenze, früher auch Oder-Neiße-Demarkationslinie oder kurz Oder-Neiße-Linie genannt, heute die deutsch-polnische Grenze, verläuft die Oder entlang bis zur Einmündung der Lausitzer Neiße, dann dieser folgend bis zur tschechischen Grenze. In ihrem nördlichsten Abschnitt verläuft sie durch Landgebiete; ganz im Norden teilt sie die Insel Usedom. Die Grenze ist 460,4 km lang. Davon entfallen auf den Landabschnitt 51,1 km, der Wasserabschnitt bei den Flüssen und Kanälen misst 389,8 km, bei den inneren Meeresgewässern sind es 19,5 km sowie im Hoheitsgewässer der Ostsee sechs Seemeilen (11,1 km).
Schon vor der Entscheidung der Alliierten über eine vorläufige Nachkriegsordnung im Potsdamer Abkommen vom 2. August 1945 unterstellte die Sowjetunion das deutsche Gebiet östlich der Oder und der Lausitzer Neiße (mit Ausnahme des Königsberger Gebiets) den Verwaltungsorganen der Republik Polen. Die Regierungen Großbritanniens und der USA erhoben gegen diese einseitige Entscheidung Protest. In den Potsdamer Beschlüssen stimmten die Staatsoberhäupter der drei Alliierten schließlich dennoch darin überein, dass der polnische Staat diese Gebiete verwalten solle, und bestimmten, dass die endgültige Festlegung der Westgrenze Polens erst in einer noch bevorstehenden Friedensregelung getroffen werden solle. Dahingehend sollten diese Gebiete nicht als Teil der sowjetisch besetzten Zone betrachtet werden.
Hierdurch sollte etwa ein Viertel des deutschen Staatsgebietes in den Grenzen von 1937 unter vorläufige polnische beziehungsweise sowjetische Verwaltung gestellt werden. De facto wurden diese Gebiete dauerhaft vom bisherigen deutschen Hoheitsgebiet abgetrennt. Flucht und Vertreibung der Deutschen aus Ostmitteleuropa hatten zu diesem Zeitpunkt bereits begonnen. Dass Polen die unter polnische Verwaltung gestellten deutschen Ostgebiete in das Vertreibungsgebiet einbezog, wurde von den Westalliierten hingenommen. Bis 1950 waren etwa 90 Prozent der deutschen Bevölkerung dieser Gebiete davon betroffen.
Westlich dieser neuen Grenze befanden sich von 1945 bis 1949 die Sowjetische Besatzungszone Deutschlands sowie anschließend bis 1990 die Deutsche Demokratische Republik (DDR). Bereits kurz nach ihrer Gründung schloss die DDR mit Polen das Görlitzer Abkommen vom 6. Juli 1950, das die Oder-Neiße-Linie als endgültige „deutsch-polnische Staatsgrenze“ anerkannte. Diese wurde im offiziellen Sprachgebrauch „Oder-Neiße-Friedensgrenze“ genannt, obwohl Stettin westlich der Oder liegt. Die ebenfalls 1949 gegründete Bundesrepublik Deutschland erkannte erst 20 Jahre später am 7. Dezember 1970 im Warschauer Vertrag die „bestehende Grenzlinie“ unter dem Vorbehalt einer Änderung im Rahmen einer Friedensregelung als faktisch „unverletzliche“ westliche Staatsgrenze der Volksrepublik Polen an.
Seit dem 3. Oktober 1990 ist die Oder-Neiße-Grenze die Ostgrenze des wiedervereinigten Deutschlands. Der Verlauf der Grenze wurde nach 1951 nicht mehr verändert.

## Deutschland, Polen und Sowjetunion bis 1945
Die nach dem Zweiten Weltkrieg durch die Potsdamer Beschlüsse unter polnische Verwaltung gestellten Gebiete des Deutschen Reichs in den Grenzen von 1937 umfassten die östlich von Oder und Neiße gelegenen Gebiete der preußischen Provinzen Pommern, Brandenburg, Nieder- und Oberschlesien (als Teile Schlesiens), den Osten des sächsischen Landkreises Zittau sowie den südlichen Teil Ostpreußens. Die Bevölkerung in diesen Gebieten und in der seit dem Versailler Vertrag selbständigen Freien Stadt Danzig war bis auf polnischsprachige Anteile in Oberschlesien (11 %), Danzig (4 %) und Ostpreußen (2 %, meist Masuren) bis 1945 deutschsprachig.
Das nach dem Ende des Ersten Weltkrieges 1918 wiedererstandene Polen hatte auf der Friedenskonferenz von Versailles die Einverleibung ganz Oberschlesiens, Posens, Westpreußens, Danzigs und des südlichen Ostpreußens gefordert. Die Ansprüche wurden mit den polnischsprachigen Bevölkerungsanteilen begründet und damit, dass diese Gebiete in früheren Jahrhunderten unter polnischer Herrschaft gestanden hatten. Sie konnten im Friedensvertrag nicht vollständig durchgesetzt werden, zumal die Volksabstimmungen in Oberschlesien, im Abstimmungsgebiet Marienwerder und im Abstimmungsgebiet Allenstein Mehrheiten für den Verbleib bei Deutschland ergaben. Der endgültige Grenzverlauf in Ostoberschlesien wurde erst 1922 bestimmt.

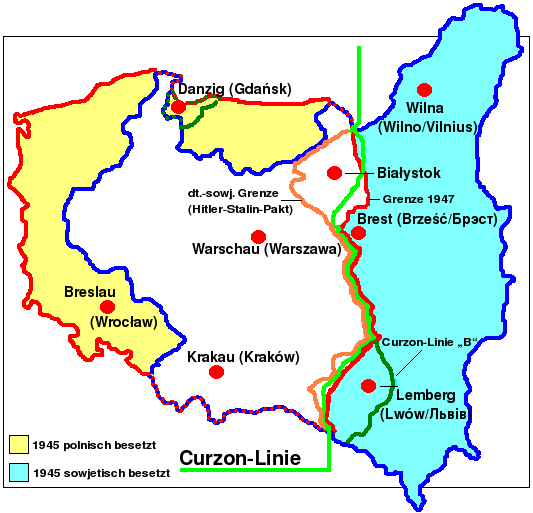
Grenzverläufe Polens zwischen den beiden Weltkriegen und danach.
Grüne Linie: von den Westalliierten am 8. Dezember 1919 als Demarkationslinie zwischen Sowjetrussland und Polen verkündete, auf dem ethnographischen Prinzip basierende Curzon-Linie.
Blaue Linie: die nach Kriegsende bis 1923 durch Eroberungen unter General Józef Piłsudski (Ostgalizien 1919, Wolhynien 1921 und Wilna-Gebiet 1920/1922) unter Missachtung der Curzon-Linie zustande gekommene Grenze, die bis zum 1. September 1939 galt.
Braune Linie: deutsch-sowjetische Demarkationslinie vom 28. September 1939.
Rote Linie: die heutige Staatsgrenze Polens; im Westen (links) die Oder-Neiße-Linie.
Türkisfarbene Fläche: ab 1923 polnisches Staatsgebiet.
Gelbe Fläche: von Polen als Kompensation für den Verlust der Gebiete östlich der Curzon-Linie geltend gemachte Ostgebiete des Deutschen Reiches in den Grenzen von 1937 („Westverschiebung“).

Am Vorabend des Zweiten Weltkrieges definierten die beiden Diktatoren Adolf Hitler und Josef Stalin in einem geheimen Zusatzprotokoll die politisch-territorialen Interessensphären des Deutschen Reichs und der Sowjetunion durch Vereinbarung einer deutsch-sowjetischen Demarkationslinie. Diese Demarkationslinie orientierte sich weitgehend an der 1919 von den Westalliierten verkündeten, auf dem ethnographischen Prinzip beruhenden Curzon-Linie (vgl. die nebenstehende Grafik). Auf das Verfahren, bei der Festlegung der Ostgrenze Polens das ethnographische Prinzip walten zu lassen, hatte sich Russland bereits 1915 unter seinem Ministerpräsidenten Iwan Logginowitsch Goremykin mit Roman Dmowski geeinigt.
Im geheimen Zusatzprotokoll wurden die von Polen 1919 bis 1921 eroberten Gebiete östlich der Curzon-Linie (Ostgalizien 1919, Wolhynien 1921, ehemals russisch-litauisches Gouvernement Wilna 1920/22), die bis zu den Teilungen Polens 1772–1795 zu Altpolen gehört hatten, der sowjetischen Interessensphäre zugesprochen (vgl. Sowjetische Besetzung Ostpolens).
In den von Deutschland annektierten Gebieten Polens sowie in Teilen des Generalgouvernements verfolgten die Nationalsozialisten das Ziel einer vollständigen Germanisierung. Große Teile der polnischen Bevölkerung wurden aus diesen Gebieten vertrieben. Teile der polnischen Elite wurden ermordet und viele Polen zur Zwangsarbeit in das Deutsche Reich verschleppt.
Im Dezember 1942 nannte Władysław Sikorski, der Ministerpräsident der polnischen Exilregierung in London, in einem Memorandum die Oder die „natürlich gegebene Sicherheitslinie“ Polens.

## Alliierte Deutschlandpolitik bis zur Potsdamer Konferenz
Hauptthema der drei Alliierten auf der Teheran-Konferenz im Winter 1943 war die Aufteilung Deutschlands. Stalin wollte die Gebiete östlich der Curzon-Linie (die mehrheitlich von Weißrussen und Ukrainern bewohnten Teile Ostpolens) behalten, die Sowjetrussland nach dem verlorenen polnisch-sowjetischen Krieg von 1920 im Rigaer Friedensvertrag von 1921 an Polen abgetreten hatte. Er strebte einen Grenzverlauf zwischen Sowjetunion und Polnischer Republik an, der bis auf den Bezirk Bialystok und einige Gebiete am Fluss San dem entsprach, den er schon im Ribbentrop-Molotow-Pakt vereinbart hatte. Polen sollte dafür auf Kosten Deutschlands im Westen entschädigt werden und einen Teil des Territoriums erhalten, das der Friedensvertrag von Versailles nach dem Ersten Weltkrieg als deutsch anerkannt hatte. Stalin verlangte die Oder als Westgrenze und die Curzon-Linie als Ostgrenze Polen, was einer Westverschiebung Polens gleichkam.
Als auf der Jalta-Konferenz im Februar 1945 das Thema der deutschen Teilung fortgesetzt wurde, waren bereits Vorentscheidungen gefallen. General de Gaulle hatte im Dezember 1944 in Moskau gegenüber Stalin erklärt, er habe nichts gegen eine deutsche Grenze an Oder und Neiße. Churchill hatte im britischen Unterhaus erläutert, dass es Polen zum Vorteil gereiche, wenn es im Westen Gebiete erhielte, die reicher seien als die, die es im Osten abtreten müsse. Am 15. Dezember 1944 hielt er eine Rede, in der er die „völlige Vertreibung“ der Deutschen aus den künftigen polnischen Westgebieten propagierte. Großbritannien billigte gegenüber der polnischen Exilregierung die Oderlinie einschließlich Stettins. Nur scheinbar war die Grenzfrage noch offen, strittig war nur noch ihr genauer Verlauf. Churchill und Roosevelt sprachen in Jalta von der „Oder-Grenze“, Stalin von „Oder und Neiße“. Die polnische Exilregierung fürchtete, bei einer Zustimmung zur Oder-Neiße-Grenze Ostpolen zu verlieren, und hielt an der Grenze des Rigaer Friedens im Osten fest. Im Westen verlangte sie Ostpreußen, Danzig, Oberschlesien und einen Teil Pommerns. Stalin hatte im Juli 1944 mit dem Lubliner Komitee eine kommunistische Regierung für Polen eingesetzt, die die Curzon-Linie im Osten akzeptierte. In einem geheimen Vertrag hatte es sich auf die Oder-Neiße-Grenze festgelegt. Eine Regelung für den nördlichsten Abschnitt der polnischen Grenze wurde dem Komitee in Aussicht gestellt. Am 28. August 1944 hatte dessen Vorsitzender Edward Osóbka-Morawski erstmals öffentlich die Oder als polnische Westgrenze gefordert. Auch der Präsident der tschechoslowakischen Exilregierung Beneš machte sich zum Fürsprecher einer Westverschiebung Polens auf Kosten Deutschlands und zugunsten der Sowjetunion. Auf der Jalta-Konferenz wurde schließlich die Grundsatzentscheidung über die Zukunft Polens und der deutschen Ostgebiete von Stalin, Churchill und Roosevelt getroffen, ohne jedoch den Verlauf der deutschen Ostgrenze schon festzulegen. Deutschland sollte aufgeteilt, Polen nach Westen verschoben werden.
Es ist unklar, ab wann für Stalin feststand, wo die neue Westgrenze Polens verlaufen sollte und wann die Westalliierten Kenntnis über den tatsächlichen späteren Verlauf der Grenze erlangten. Ein Zufallsfund in einem Moskauer Archiv belegt, dass Stalin noch im Sommer 1944 auf einer von ihm mit einem Stift bearbeiteten Karte die Oder und die Glatzer Neiße als Westgrenze markiert hat.

## Beginn der Westverschiebung bis zur Potsdamer Konferenz
Am 5. Juni 1945 erklärten die Hauptsiegermächte, nun unter Einschluss Frankreichs, schließlich die Übernahme der obersten Regierungsgewalt in Deutschland innerhalb der Grenzen vom 31. Dezember 1937. Schon vorher begannen Sowjetunion und die kommunistische polnische Regierung, vollendete Tatsachen zu schaffen. Im Oktober 1944 wurde in Lublin ein „Staatliches Repatriierungamt“ gegründet, das Polen aus anderen Ländern ansiedeln sollte. Dabei handelte es sich um etwa zwei Millionen Zwangsarbeiter und um etwa die Hälfte der 5,2 Millionen ethnischen Polen, die 1939 in den vormals östlichen Landesteilen gelebt hatten, die nun nicht mehr zu Polen gehören sollten (siehe Zwangsumsiedlung von Polen aus den ehemaligen polnischen Ostgebieten 1944–1946). Polen, die in sowjetischen oder alliierten Armeen gedient hatten, sollten wieder angesiedelt werden, außerdem etwa eine halbe Million Polen, die vor dem Massaker in Wolhynien und Ostgalizien geflohen waren. Bereits im März 1945 hatte die Warschauer Provisorische Regierung, die im Januar 1945 aus dem Lubliner Komitee gebildet worden war und die Verwaltung der neuen Westgebiete bis zur Oder und zur Neiße übernommen hatte, die eroberten ostdeutschen Gebiete zum „befreiten Polen“ proklamiert. Sie schuf fünf neue Woiwodschaften in Masuren, Oberschlesien, Niederschlesien und Pommern und setzte Bevollmächtigte ein.
Die Sowjetunion bestätigte die Übertragung der Verwaltungshoheit über die Gebiete östlich der Lausitzer Neiße, der Oder und der Swine, obwohl auf der Konferenz von Jalta noch keine Vereinbarung über den genauen Verlauf der polnischen Westgrenze zustande gekommen war und es keine neuen Absprachen mit den Westalliierten gab. Die Übergabe der neuen Westgebiete durch die Sowjetunion an Polen wurde nach der deutschen Kapitulation in einem feierlichen Staatsakt am 23. Mai 1945 gefeiert. Schließlich wurde am 6. Juli 1945 ein förmlicher Polnisch-Sowjetischer Evakuierungsvertrag geschlossen.
Am 1. Juni 1945 wurden fünf Divisionen der neuen polnischen Armee an die Oder-Neiße-Linie beordert. Die Brücken über die Oder und die Lausitzer Neiße wurden gesperrt, um die Rückkehr von Deutschen nach Schlesien oder Pommern zu verhindern. Ströme von Rückkehrern strebten nach Osten, weil sie sich nicht vorstellen konnten, dass wirklich in einem Viertel Deutschlands die Bevölkerung ausgetauscht werden sollte, oder weil sie wegen der schlechten Versorgungslage in der sowjetischen Besatzungszone von Soldaten der Roten Armee hierzu ermuntert worden waren. Bis Juni 1945 war in einige Orte Schlesiens die Hälfte der ursprünglichen Bevölkerung zurückgekehrt. Mit dieser Reaktion hatten weder polnische noch sowjetische Politiker gerechnet. Die meisten dieser Deutschen mussten bis 1946 ihre bisherigen Wohngebiete ein zweites Mal verlassen.

## Potsdamer Konferenz und Zeit der Besetzung Deutschlands (1945 bis 1949)

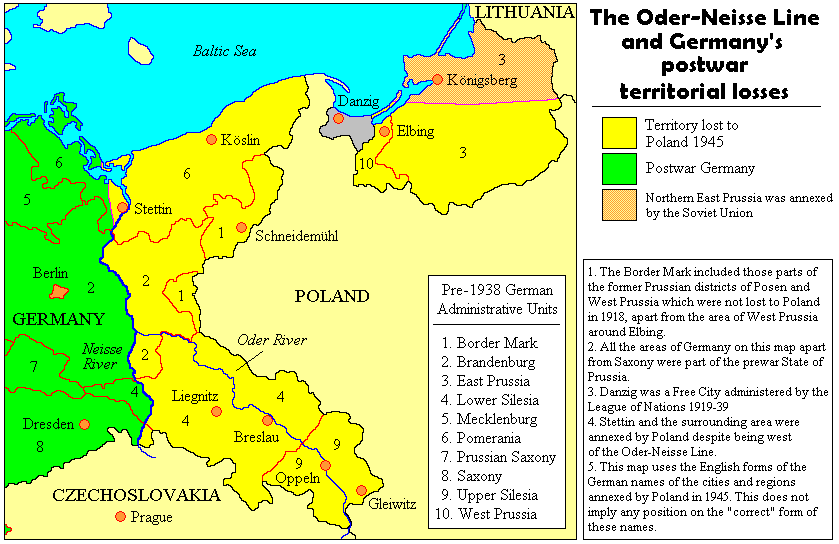
Die ehemaligen deutschen Ostgebiete

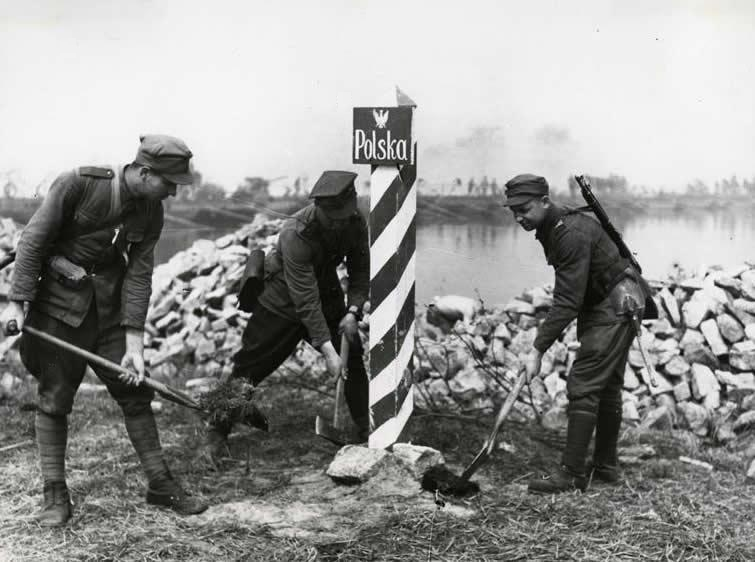
Polnische Soldaten setzen Grenzpfosten am Oderufer

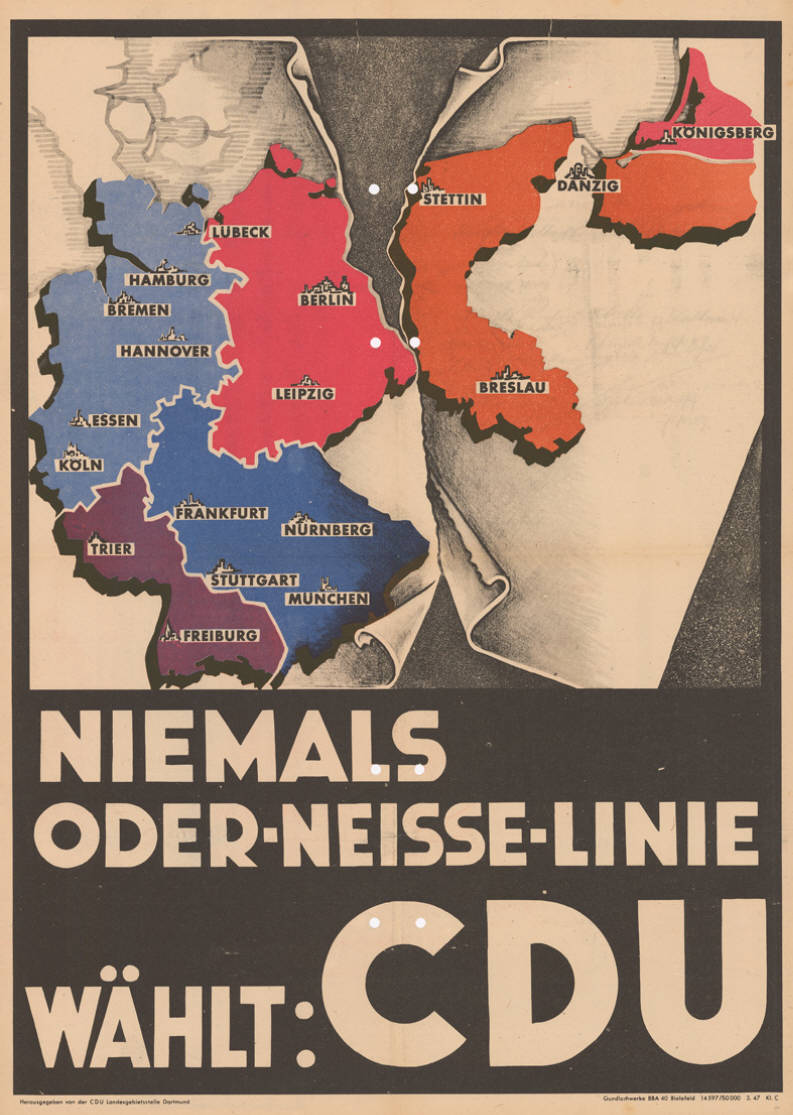
Wahlplakat der CDU zur Landtagswahl in Nordrhein-Westfalen 1947

Die Besprechungen von Jalta wurden von den Regierungschefs und Außenministern der drei Hauptalliierten auf der Potsdamer Konferenz vom 17. Juli bis 2. August 1945 fortgesetzt. In Jalta war offengeblieben, ob die Lausitzer oder die Glatzer Neiße die Westgrenze Polens werden sollte. Von den amerikanischen und englischen Verhandlungsdelegationen wurde statt der Oder-Neiße-Linie noch die 50 Kilometer weiter östliche Oder-Bober-Linie (besser: Oder-Bober-Queis-Linie) als deutsche Ostgrenze ins Spiel gebracht, die Sowjetunion verweigerte aber die Zustimmung dazu. Eine solche Regelung hätte immerhin die gesamte östliche Lausitz bei Deutschland belassen und die Teilung von Städten wie Görlitz und Guben vermieden. Stalin und Molotow erreichten im Potsdamer Abkommen die Zusage der beiden Westmächte, bei einer noch bevorstehenden Friedensregelung mit Deutschland die Abtretung des nördlichen Ostpreußens mit Königsberg an die Sowjetunion zu unterstützen. Bis dahin sollte es sowjetischer Verwaltung unterstellt werden. Im Fall von Stalins Forderung, Oder und Neiße als Westgrenze Polens anzuerkennen, lehnten sie eine bindende völkerrechtliche Verpflichtung vor Abschluss eines Friedensvertrages ab. Das deutsche Gebiet östlich der Oder-Neiße-Linie sollte aber bis zur endgültigen Festlegung der Grenze unter polnische Verwaltung kommen.
Zudem wurde die Abtrennung Swinemündes bestimmt; eine entsprechende Regelung für den Stettiner Zipfel war jedoch nicht Teil der alliierten Übereinkunft. Dass die deutschen Ostgebiete, die Polen zur Verwaltung überlassen wurden, in das Vertreibungsgebiet einbezogen worden waren, wurde im Konferenzprotokoll, das nur von der Überführung der deutschen Bevölkerung in Polen, Tschechoslowakei und Ungarn sprach, nicht erwähnt. Auch das wurde von den Westmächten gebilligt.

## Besiedlung und Polonisierung der Oder-Neiße-Gebiete
Im Juli 1945 übergab die Sowjetische Militäradministration in Deutschland nach dem Abzug der Truppen der Westalliierten aus dem Südwesten der sowjetischen Besatzungszone, für die Westalliierten anscheinend unerwartet, das westlich der Oder gelegene Stettin samt Umland sowie den westlich der Swine gelegenen Teil von Swinemünde der polnischen Verwaltung.
Ab März 1945 waren von der polnischen Regierung in Absprache mit der Sowjetunion deutsche Siedlungsgebiete östlich der Oder-Neiße-Linie polonisiert worden. Sie waren administrativ in den polnischen Staatsverband eingegliedert und sämtliche Ortschaften wurden umbenannt. Dabei fanden zum Teil historische polnische sowie in der Lausitz auch polonisierte Formen sorbischer Ortsnamen Anwendung, in anderen Fällen wurden die deutschen Namen übersetzt oder komplett neue Ortsnamen kreiert. Die Aussiedlung beziehungsweise Vertreibung der deutschen Bevölkerung und die Ansiedlung polnischer Einwohner hatten begonnen. Weil Stalin wahrheitswidrig behauptet hatte, alle Deutschen hätten bereits das Gebiet östlich der Oder verlassen, billigten die beiden Westalliierten auf der Potsdamer Konferenz, dass bis zur endgültigen Festlegung der Westgrenze Polens in einem Friedensvertrag mit Deutschland die früher deutschen Gebiete östlich der Oder-Neiße-Linie unter die Verwaltung des polnischen Staates kommen und in dieser Hinsicht nicht als Teil der Sowjetisch Besetzten Zone (SBZ) angesehen werden sollten. Damit war die Abtrennung dieser Gebiete, die mit der Übertragung der Zivilverwaltung auf die hauptsächlich von Kommunisten getragene polnische Regierung faktisch vollzogen worden war, ebenfalls akzeptiert.
Über das im Juli 1945 Erreichte hinausgehende territoriale Forderungen seitens Polens, die vor allem bis 1947 erhoben wurden, wies die Sowjetunion zurück. So verlangten polnische Politiker die Abtretung der gesamten Insel Usedom und die Verlegung der Grenze bis zum Fluss Randow. Eine Maximalforderung beinhaltete die Übergabe der gesamten ehemaligen preußischen Provinz Pommern einschließlich Rügen, Zingst, Darß, Stralsund, Greifswald usw.
Am 21. September 1945 wurde in einem sowjetisch-polnischen Abkommen, der Schweriner Grenzvereinbarung, der Verlauf der Westgrenze Polens im Abschnitt Swinemünde – Greifenhagen festgelegt.

## Deutsch-polnische Politik in der Zeit der Existenz von zwei deutschen Staaten

### Beziehungen zwischen der DDR und Polen

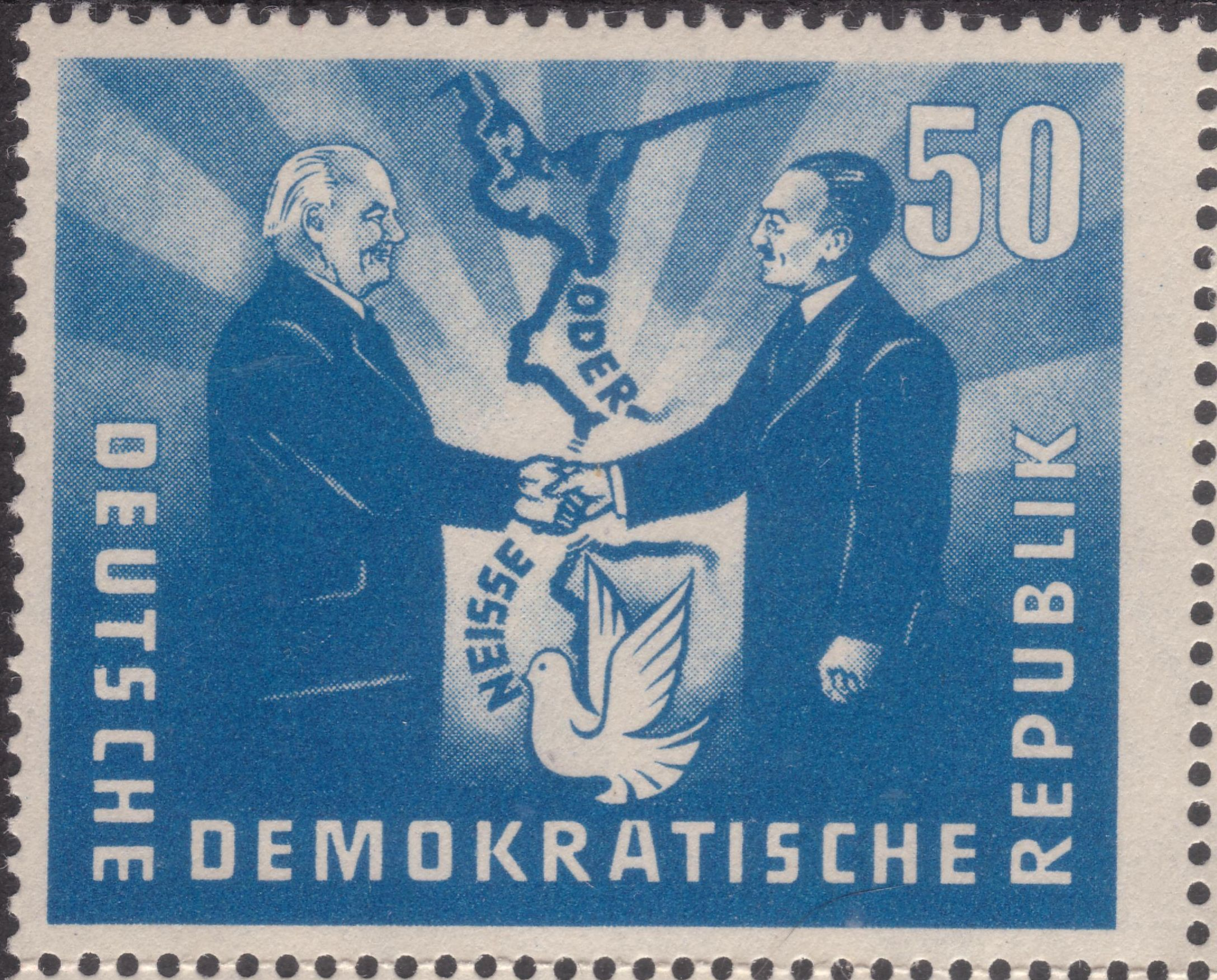
50-Pfennig-Briefmarke der Deutschen Post der DDR (1951) anlässlich des Görlitzer Abkommens

Die Grenzlinie war zunächst von der 1946 gegründeten SED abgelehnt worden. Da die Partei anfangs noch Wert auf Akzeptanz bei der Bevölkerungsmehrheit in der Sowjetzone legte, war am 14. September 1946 in der Zeitung Neues Deutschland zu lesen, dass „die SED sich jeder Verkleinerung deutschen Gebiets entgegenstellen wird. Die Ostgrenze ist nur provisorisch und kann erst auf der Friedenskonferenz aller großen Siegerstaaten endgültig festgelegt werden.“
Unter sowjetischem Druck relativierte die SED allerdings ihre Position. Im März/April 1947 erfolgte die offizielle Bezeichnung der Oder-Neiße-Grenze als „Friedensgrenze“ durch die Moskauer Außenministerkonferenz. Am 11. Januar 1949 wurden die neuen Gebiete formal in die polnische Staatsverwaltung eingegliedert. Im offiziellen Sprachgebrauch der Volksrepublik Polen hießen sie wiedergewonnene West- und Nordgebiete oder auch kurz neue Westgebiete zur Unterscheidung von den bereits 1919 erhaltenen alten Westgebieten.

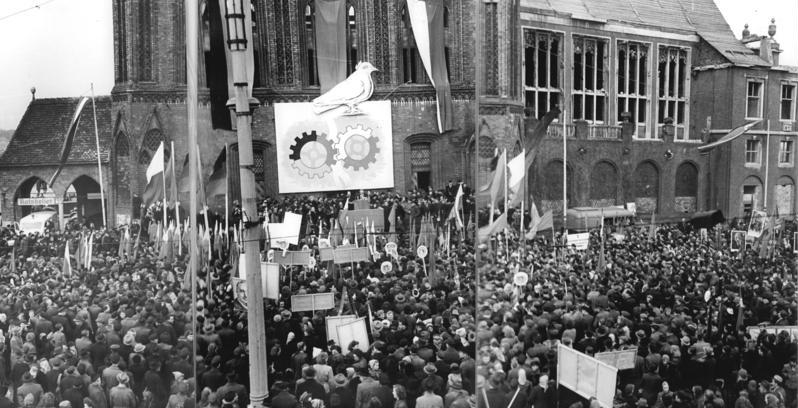
Veranstaltung im Rahmen der Unterzeichnung des Abschlussprotokolls über die „Oder-Neiße-Friedensgrenze“ am 27. Januar 1951 in Frankfurt (Oder)

Gedenktafel am Ort der Unterzeichnung des Abschlussprotokolls in Frankfurt (Oder)

Nach ihrer Gründung am 7. Oktober 1949 nahm die DDR diplomatische Beziehungen zu Polen auf. Beide Staaten unterzeichneten am 6. Juni 1950 in Warschau eine Deklaration durch den stellvertretenden DDR-Ministerpräsidenten Walter Ulbricht und Polens Ministerpräsident Józef Cyrankiewicz zur Anerkennung der Oder-Neiße-Grenze. Im genau einen Monat später in Zgorzelec geschlossenen Görlitzer Abkommen „über die Markierung der festgelegten und bestehenden deutsch-polnischen Staatsgrenze“ wurde festgehalten, dass sie eine „unantastbare Friedens- und Freundschaftsgrenze“ sei, „die die beiden Völker nicht trennt, sondern einigt“. Sie verläuft „von der Ostsee entlang der Linie westlich von […] Swinoujscie […,] Fluss Oder bis zur […] Lausitzer Neiße […] entlang bis zur tschechoslowakischen Grenze“, womit sie „die Staatsgrenze zwischen Deutschland und Polen bildet.“ Das Stettiner Gebiet wurde nicht erwähnt, ebenso wenig die in Potsdam getroffene Feststellung, die Grenzbeschreibung gelte nur bis zur „endgültigen Festlegung der Westgrenze Polens“ in einer kommenden Friedensregelung. Die letzte Korrektur am Grenzverlauf erfolgte 1951. Östlich des Wolgastsees auf Usedom wurde das sich dort befindliche Wasserwerk der Stadt Świnoujście (Swinemünde) mit einem Gebiet von ca. 75 Hektar Polen zugeschlagen. Als Ausgleich dafür erhielt die DDR ein Gebiet entsprechender Größe längs der Oder im Bereich Staffelde von Polen übertragen.
Am 13. Juni 1950 erklärte der Deutsche Bundestag in einer von Alterspräsident Paul Löbe verlesenen Erklärung, der alle Fraktionen außer die der KPD, die Bundesregierung und der Bundesrat zugestimmt hatten, dass „gemäß dem Potsdamer Abkommen“ ungeachtet der zwischen den Regierungen der DDR und Polens vereinbarten sogenannten Friedensgrenze „das deutsche Gebiet östlich von Oder und Neiße […] der Republik Polen nur zur einstweiligen Verwaltung übergeben worden“ ist: „Das Gebiet bleibt ein Teil Deutschlands.“ Außerdem habe niemand das Recht, „aus eigener Machtvollkommenheit Land und Leute preiszugeben oder eine Politik des Verzichts zu betreiben.“
1985 führte die Ausdehnung der DDR-Hoheitsgewässer in der Stettiner Bucht zu Zwistigkeiten mit Polen. Daraufhin schlossen am 22. Mai 1989 die DDR und Polen einen Vertrag über die Abgrenzung der Seegebiete in der Stettiner Bucht.
Von Anfang an war die „Friedensgrenze“ zwischen der DDR und Polen mit Stacheldrahtzäunen, Wachttürmen und schwerbewaffneten Grenzpolizisten „militärisch bestückt“. Bahnstrecken wurden durch Beschaubrücken, wie an mehreren innerdeutschen Eisenbahngrenzübergängen, gesichert. Bis in die 1960er Jahre war trotz aller gegenseitigen Freundschafts-Bekundungen der Regierungen der DDR und Polens „die Grenze zwischen der DDR und Polen […] eine der am stärksten bewachten und abgeriegelten Grenzen in Europa.“
1961 bilanzierte der Spiegel: „Heute trennt die Oder-Neiße-Linie zwei verbündete Staaten des sozialistischen Lagers, die ‚Deutsche Demokratische Republik‘ Walter Ulbrichts und das Polen Wladyslaw Gomulkas, doch gibt es bislang keinen kleinen Grenzverkehr, keine Freizügigkeit wie zwischen den verbündeten Ländern Westeuropas. Wer diese Grenze überschreiten will, braucht ein Visum aus Warschau oder Ostberlin, sofern er nicht mit einer offiziellen Partei- oder Gewerkschaftsdelegation reist, die im Nachbarland Besuch macht.“ Allerdings stellt ein Kenner des „Grenzkommandos“ der DDR fest: „Grenzsicherungsanlagen wie an den Westgrenze der ČSSR und der DDR wurden im Osten und Südosten nie errichtet.“ Es sei nicht darum gegangen, die Ostgrenze der DDR zu „sichern“, sondern nur darum, sie zu „überwachen“.
Am 1. Januar 1972 wurde die Grenze zwischen der DDR und der VR Polen für den individuellen visafreien Reiseverkehr geöffnet. In beiden sozialistischen Bruderländern ging man davon aus, dass es pro Jahr zwei Millionen Grenzübertritte geben würde. Tatsächlich überquerten im Jahr 1972 9,4 Millionen Polen und 6,7 Millionen Deutsche aus der DDR die gemeinsame Grenze. Hauptmotiv war die Besorgung von Konsumgütern, die im eigenen Land nicht oder nur zu deutlich höheren Preisen erhältlich waren. Um diese Belastung der eigenen Wirtschaft zu beenden und als Reaktion auf die Aktivitäten der Gewerkschaft Solidarność – die Regierung der DDR versuchte, ein Übergreifen des Strebens nach geistiger und kultureller Freizügigkeit auf die DDR von Polen her Einhalt zu gebieten – schloss die DDR im Oktober 1980 die Grenze der DDR nach Polen für den visafreien Verkehr. Der private Reiseverkehr blieb bis 1991 dadurch begrenzt, dass Bewohner der beiden Länder sich wieder nur mit persönlicher Einladung oder Visum besuchen konnten.

### Beziehungen zwischen der Bundesrepublik Deutschland und Polen

#### 1949 bis 1969
Die Bundesregierung erklärte das Görlitzer Abkommen 1951 für „null und nichtig“. Sie berief sich auf die im Görlitzer Vertrag fehlende Bedingung, dass die Entscheidung über die seinerzeit polnisch und sowjetisch verwalteten deutschen Ostgebiete erst in einem späteren Friedensvertrag gefällt werden solle. In der SPD war noch 1957 ein Vorschlag Carlo Schmids nicht mehrheitsfähig, eine öffentliche Diskussion über die Anerkennung der Oder-Neiße-Linie zu entfachen.

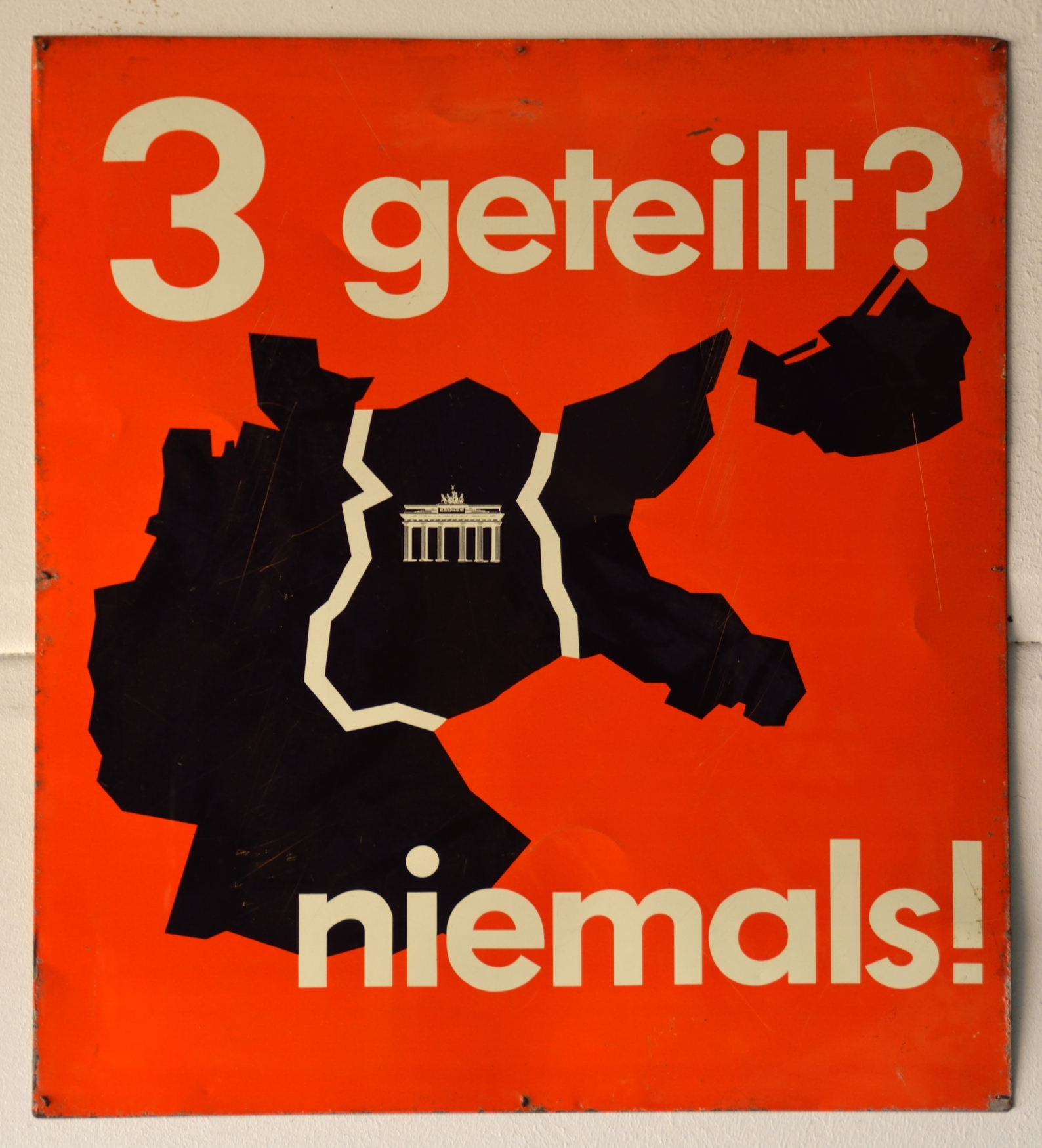
Plakat des „Kuratoriums Unteilbares Deutschland“

1954, knapp ein Jahr nach dem Aufstand des 17. Juni 1953, wurde das Kuratorium Unteilbares Deutschland (KUD) gegründet, das vor allem durch Plakataktionen mit dem Motto „3 geteilt? Niemals!“ (siehe Abbildung) und ähnliche Initiativen auf sich aufmerksam machte.
Im Jahr 1967 ergab eine repräsentative Umfrage in der Bundesrepublik, dass die Bundesbürger in der Mehrheit nicht an eine wie auch immer geartete Rückgabe von Gebieten jenseits der Oder-Neiße-Linie glaubten. Von 6400 durch Infratest Befragten waren nicht einmal 350 bereit, für dieses Ziel das Risiko der Gewalt einzugehen. Unter den 6400 waren 1500 Heimatvertriebene: Von ihnen rechneten 63 Prozent 1967 nicht mehr damit, in diese Heimat zurückzukehren. Von 3000 befragten ehemaligen Breslauern erklärten sich 1967 acht Prozent bereit, als gleichberechtigte Minderheit in der alten Heimat zu leben. 41 von 100 Breslauern lehnten die Forderung ab, dass die Polen Breslau oder die ehemaligen deutschen Ostgebiete wieder räumen müssen: Sie konzedierten den ebenfalls überwiegend vertriebenen Polen ein „Heimatrecht“ in Breslau.

#### 1969 bis 1990
Im Oktober 1965 wurde in einer Ostdenkschrift der Evangelischen Kirchen in Deutschland (EKD) erstmals von einer bedeutenden Organisation vorsichtig die Anerkennung der Oder-Neiße-Linie befürwortet. Dieser innerkirchlich höchst umstrittenen Stellungnahme wurde erhebliches Gewicht zugemessen, weil fast 90 Prozent der aus den Oder-Neiße-Gebieten vertriebenen Deutschen evangelisch waren.
1968 votierte Willy Brandt, Außenminister in der Großen Koalition (Kabinett Kiesinger), für eine „Anerkennung beziehungsweise Respektierung der Oder-Neiße-Grenze bis zur friedensvertraglichen Regelung“.
Am 22. Oktober 1969 wurde Brandt Bundeskanzler der ersten sozialliberalen Koalition; in seiner Regierungserklärung am 28. Oktober 1969 kündigte er Gespräche mit Polen an. Die Absicht Brandts, die Oder-Neiße-Linie als Grenze anzuerkennen, löste im Bundestag und bei Vertretern der Landsmannschaften heftige Reaktionen aus.
Ende Januar 1970 begann Egon Bahr, außenpolitischer Chefberater Willy Brandts, in Moskau Verhandlungen, um Aussöhnungsmöglichkeiten mit östlichen Ländern auszuloten.
Am 7. Dezember 1970 schlossen Polen und die Bundesrepublik Deutschland den Warschauer Vertrag (und Brandt kniete bei einer Kranzniederlegung nieder, was international als Bitte um Vergebung verstanden wurde). Beide Seiten bekundeten, dass die aus den Potsdamer Beschlüssen herrührende bestehende Grenzlinie die „westliche Staatsgrenze der Volksrepublik Polen bildet“. Man habe „gegeneinander keine Gebietsansprüche“ und werde solche „auch in Zukunft nicht erheben“. Ein Rückkehrrecht für die Vertriebenen oder Minderheitenrechte für die in der Heimat verbliebenen Deutschen wurden nicht vereinbart und von deutscher Seite auch nicht gefordert. Die Ostverträge wurden unter Enthaltung der Union durch den Bundestag angenommen. Allerdings behauptet die CDU-nahe Konrad-Adenauer-Stiftung, dass der „Dissens zwischen der Bundesrepublik Deutschland und Polen in der Grenzfrage […] durch den im Rahmen der sogenannten neuen deutschen Ostpolitik geschlossenen Warschauer Vertrag vom 7. Dezember 1970 nicht beigelegt“ worden sei. Ohne dass die Verbindlichkeit der getroffenen Grenzregelung durch den Grenzbestätigungsvertrag vom 14. November 1990 für die Zukunft infrage gestellt wird, sei bis heute, so Dieter Blumenwitz, unklar, „durch welchen konstitutiven Akt die territoriale Souveränität (im Gegensatz zu der in Potsdam geregelten Verwaltungshoheit) bezüglich der deutschen Ostgebiete auf Polen übergegangen“ sei.
Am 24. April 1972 versuchte Oppositionsführer Rainer Barzel (CDU) mit einem konstruktiven Misstrauensvotum den Sturz der Regierung (was überraschend scheiterte). Nach den Übertritten der Bundestagsabgeordneten bestand im Bundestag in der Frage der Ostverträge ein Stimmenpatt; Brandt hatte keine Mehrheit, um sie durch den Bundestag zu bringen. Barzel und Brandt schlossen einen Kompromiss: Der Bundestag würde eine „gemeinsame Entschließung“ fassen, wonach die Abgeordneten der CDU/CSU die Ostverträge durch Stimmenthaltung passieren lassen würden. Dies wurde tatsächlich realisiert: In der Gemeinsamen Entschließung vom 17. Mai 1972 erklärte der Bundestag sodann einstimmig bei fünf Enthaltungen, die Bundesrepublik habe die Verpflichtungen im Moskauer Vertrag und im Warschauer Vertrag „im eigenen Namen auf sich genommen“. Die Verträge gingen „von den heute tatsächlich bestehenden Grenzen aus, deren einseitige Änderung sie ausschließen“. Sie nähmen eine „friedensvertragliche Regelung nicht vorweg“ und schafften „keine Rechtsgrundlage für die heute bestehenden Grenzen“. Hintergrund war der Vorbehalt der Vier Mächte für Deutschland als Ganzes. Demzufolge war die nicht voll souveräne Bundesrepublik als westdeutscher Teilstaat nicht berechtigt, völkerrechtswirksame Änderungen der Grenzen von 1937 vorzunehmen.
Diplomatische Beziehungen zwischen Bonn und Warschau wurden im September 1972 aufgenommen. Das Bundesverfassungsgericht stellte im Juli 1975 fest, dass die Bundesrepublik nicht auf die Gebiete östlich von Oder und Neiße verzichten konnte und wollte: „Mit Rücksicht auf die Gesamtverantwortung der Vier Mächte für Deutschland als Ganzes konnten nach der Rechtsauffassung der Bundesregierung Verfügungen über den territorialen Status Deutschlands, die eine friedensvertragliche Regelung vorweggenommen hätten, ohne die Zustimmung der Vier Mächte nicht getroffen werden. […] Der Wille der Bundesrepublik, bei den Grenzregelungen der Verträge von Moskau und Warschau nicht über den territorialen Status Deutschlands zu verfügen, war auch für die Vertragspartner erkennbar und hat sogar seinen Niederschlag in den Verträgen selbst gefunden. Nach Art. 4 des Moskauer Vertrages bleiben die von den Vertragspartnern früher abgeschlossenen zweiseitigen und mehrseitigen Verträge und Vereinbarungen unberührt. Hierzu gehören auch die Abkommen, aus denen sich die Rechte und Verantwortlichkeiten der Vier Mächte in Bezug auf Deutschland als Ganzes ergeben.“

## Alliierte Politik 1949 bis 1990
Die Vertreter der Westmächte, die Hohen Kommissare, umgingen trotz Bemühungen des deutschen Kanzlers Konrad Adenauer die Frage, was unter einem vereinten Deutschland zu verstehen sei. Die Vereinigten Staaten hoben hervor, dass die Frage der deutschen Ostgebiete bis zu einer friedensvertraglichen Regelung aufgrund der vorbehaltlichen Grenzziehung offen war, US-Hochkommissar John J. McCloy blieb im November 1951 bei seiner Auffassung, die Wiedervereinigung beschränke sich auf die vier Besatzungszonen. Gleichwohl hatten die Westmächte in ihrer ersten gemeinsamen Antwortnote an die Sowjetunion vom 25. März 1952 bezüglich der Oder-Neiße-Linie festgestellt, dass „keine endgültigen Grenzen in den Potsdamer Entscheidungen festgelegt wurden, die eindeutig vorsehen, dass die endgültige Entscheidung territorialer Fragen einer Friedensregelung vorbehalten bleiben muss“.
Das Görlitzer Abkommen wurde 1951 von den USA und Großbritannien abgelehnt.
Im Deutschlandvertrag (1952 verhandelt, 1955 in Kraft getreten) erkannten die Westmächte die Forderung nach Wiedervereinigung Deutschlands zwar an, unterstützten aber den westdeutschen Vorbehalt gegen die Oder-Neiße-Grenze nicht. Sie wollten sich nicht auf eine Wiederherstellung Deutschlands in den Grenzen von 1937 festlegen.
1990 erklärten die drei Westmächte die Anerkennung der Oder-Neiße-Linie als endgültiger polnischer Westgrenze durch die Bundesrepublik Deutschland zur Voraussetzung für ihre Zustimmung zur Vereinigung der beiden Staaten in Deutschland.

## Die Oder-Neiße-Grenze als Grenze zwischen Deutschland und Polen
Als im Zuge der sich anbahnenden deutschen Wiedervereinigung 1990 insbesondere in der Republik Polen die Sorge wuchs, ein vereintes Deutschland könne eine Revision der deutschen Ostgrenzen fordern, verlangten die vier Siegermächte als Voraussetzung für ihre Zustimmung zur Deutschen Einheit die endgültige Anerkennung der Grenze an der Oder und Lausitzer Neiße als rechtmäßige Staatsgrenze zwischen Deutschland und Polen. Dieser konstitutive Akt konnte daher frühestens im Zwei-plus-Vier-Vertrag gesehen werden, und zwar in Art. 1 Abs. 1 und Abs. 5, da es zwischen 1945 und 1990 kein die Grenzen Deutschlands betreffendes Dokument gibt, an dem „Deutschland“ beteiligt war. Die Oder-Neiße-Grenze wurde damit im Zwei-plus-Vier-Vertrag verankert und in einem bilateralen Vertrag, dem deutsch-polnischen Grenzvertrag vom 14. November 1990, bekräftigt. Durch diesen am 16. Januar 1992 in Kraft getretenen Vertrag gab die Bundesrepublik Deutschland alle Ansprüche auf die Ostgebiete des Deutschen Reiches auf, die östlich dieser Linie lagen und seitdem auch völkerrechtlich zu Polen gehören.
1990 wurde im Zwei-plus-Vier-Vertrag abschließend der endgültige Charakter der Grenzen des vereinten Deutschland bestätigt. In Warschau unterzeichneten die beiden Außenminister, Krzysztof Skubiszewski für die Republik Polen und Hans-Dietrich Genscher für die Bundesrepublik Deutschland, den deutsch-polnischen Grenzvertrag „über die Bestätigung der zwischen ihnen bestehenden Grenze“:
Am 21. Juni 1990 hatten der Deutsche Bundestag und die Volkskammer der DDR eine gleichlautende Erklärung zur Westgrenze Polens verabschiedet. Sie enthielt die unmissverständliche Botschaft an Polen:

„Die Grenze Polens zu Deutschland, so wie sie heute verläuft, ist endgültig. Sie wird durch Gebietsansprüche von uns Deutschen weder heute noch in Zukunft in Frage gestellt. Dies wird nach der Vereinigung Deutschlands in einem Vertrag mit der Republik Polen völkerrechtlich verbindlich bekräftigt werden.“

1991 unterzeichneten Bundeskanzler Helmut Kohl, Bundesaußenminister Genscher, Polens Ministerpräsident Jan Krzysztof Bielecki und sein Außenminister Skubiszewski in Bonn den deutsch-polnischen Nachbarschaftsvertrag. Mit ihm wurde auch vertraglich vereinbart, dass die jeweiligen Minderheiten das Recht haben „ihre ethnische, kulturelle, sprachliche und religiöse Identität, frei zum Ausdruck zu bringen“ – was die staatliche Anerkennung der Deutschen Minderheit in Polen bedeutete. Weiterhin verständigten sich die Vertragsparteien auf die Einrichtung eines Deutsch-Polnischen Jugendwerks. Beide Verträge wurden am 16. Dezember 1991 durch den gesamtdeutschen Bundestag ratifiziert und traten am 16. Januar 1992 in Kraft.
Im April 2006 wurde auf einer deutsch-polnischen Wirtschaftskonferenz die Oder-Partnerschaft gegründet, der alle an die deutsch-polnische Grenze angrenzenden Länder bzw. Woiwodschaften angehören.

## Beitritt Polens zu Europaregionen und zur Europäischen Union

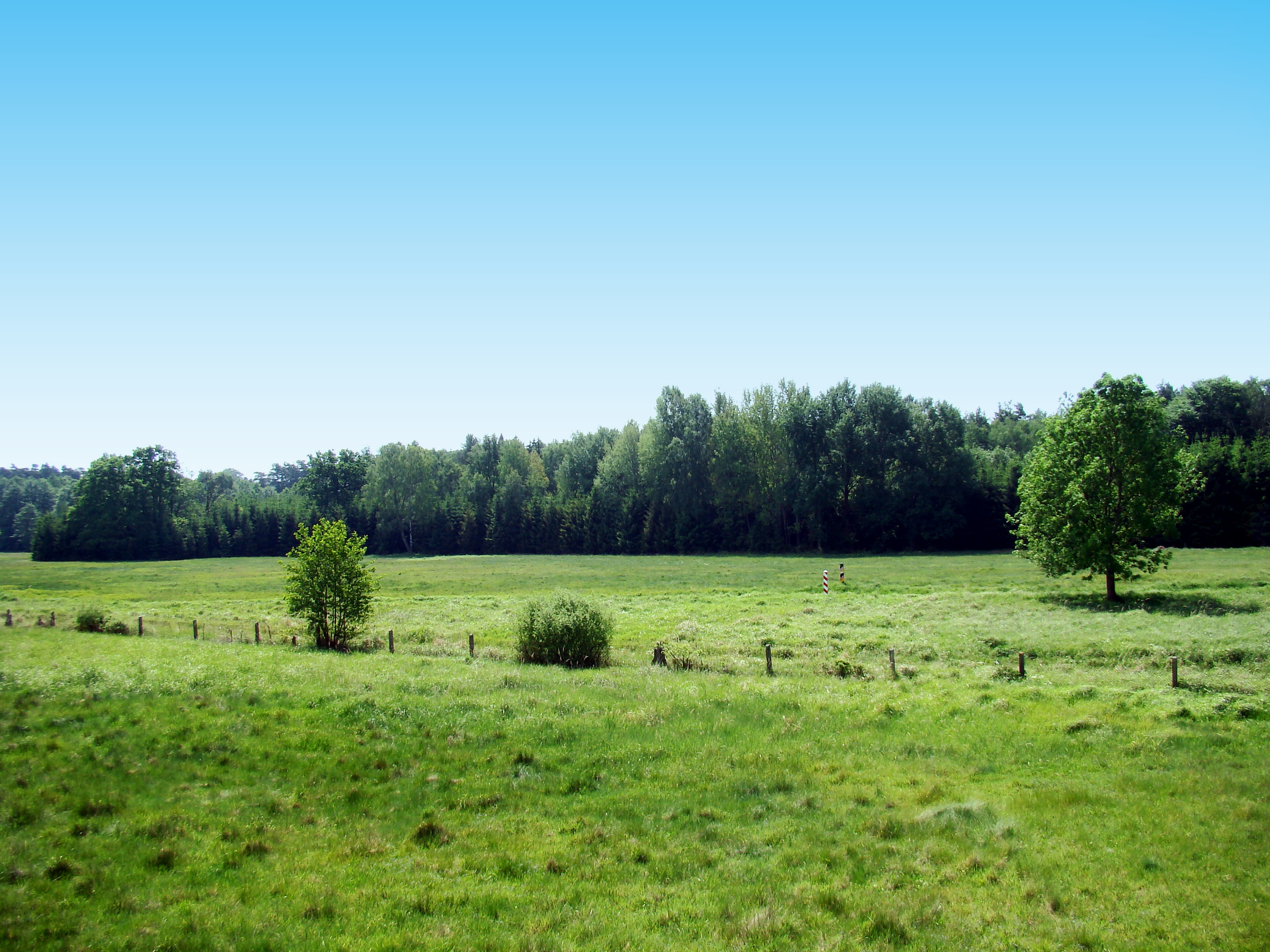
Grüne Grenze westlich des Stettiner Zipfels zwischen dem polnischen und dem deutschen Teil der Euroregion Pomerania

Seit 1991 sind Deutschland und Polen in mehrere Europaregionen integriert, und zwar in die Euroregion Neiße (gemeinsam mit Tschechien seit 1991), die Euroregion Spree-Neiße-Bober (seit 1993), die Euroregion Pro Europa Viadrina (seit 1993) und die Euroregion Pomerania (gemeinsam mit Schweden seit 1995).
Durch den Beitritt Polens zur Europäischen Union (EU) am 1. Mai 2004 und damit zum Europäischen Binnenmarkt sowie seinen Beitritt zum Schengen-Raum am 21. Dezember 2007 wurden die Grundlagen dafür geschaffen, dass die Oder-Neiße-Grenze einen Großteil ihrer trennenden Wirkung verlor. Die Staatsgrenze kann problemlos und im Normalfall ohne Grenzkontrolle überquert werden. Von besonderer Bedeutung ist dieser Effekt für den Westteil der Stadt Swinemünde, der nur über Schiffe und Fähren (die bei Eisgang, bei Hochwasser oder bei Sturm ausfallen können) oder über deutsches Staatsgebiet von Polen aus erreicht werden kann. Seit September 2008 verkehrt die Usedomer Bäderbahn von und nach Swinemünde, wodurch der Ort wieder an das deutsche Bahnnetz angeschlossen ist. Auch wird die Arbeit der Europaregionen durch den Beitritt Polens zum Schengenraum dadurch erleichtert, dass z. B. Aktivitäten wie das Befahren der Grenzflüsse mit einem Kanu nicht mehr als illegaler Grenzübertritt gelten.
Um die Zusammengehörigkeit von grenzüberschreitenden Landschaften zu betonen, erklären seit 1989 Naturfreunde regelmäßig Regionen zur „Landschaft des Jahres“. 1993/94 erhielt die Region Odermündung, 2003/2004 das Land Lebus diese Auszeichnung.
Sowohl in Frankfurt an der Oder als auch in Görlitz wird darüber diskutiert, die jeweilige Straßenbahn – ähnlich wie in Straßburg und Kehl – wieder über den Fluss zum inzwischen polnischen Nachbarn zu führen, wie dies vor dem Krieg und der Grenzziehung der Fall gewesen war. Die EU wird hierbei als mögliche Geberin von Fördergeldern genannt.

## Wirkung der Grenzziehung

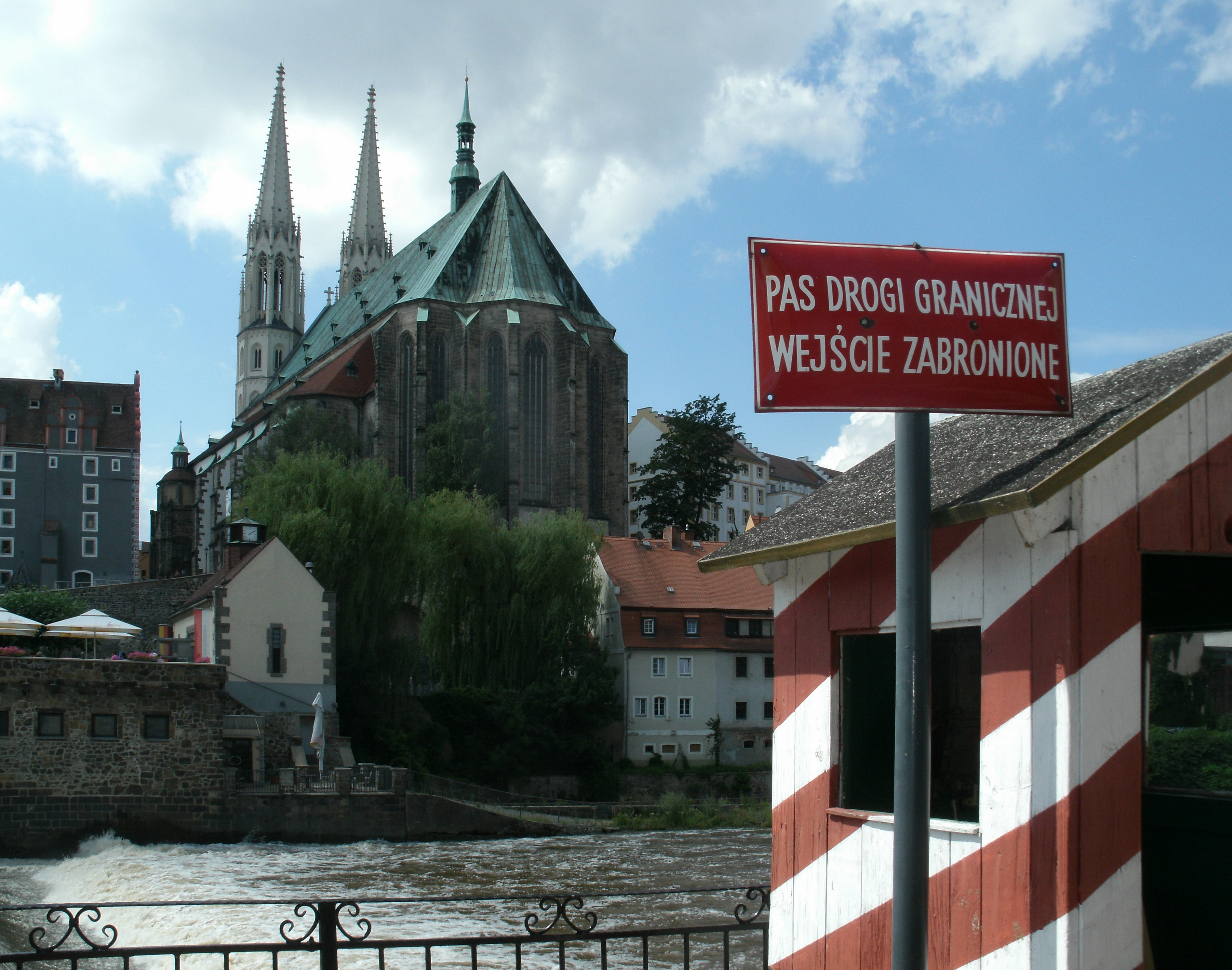
Altes polnisches Grenz-Hinweisschild in Zgorzelec an der Neiße („Grenzstreifen – Einreise verboten“). Die Neiße bildet hier die Grenze zwischen Zgorzelec (Polen) und dem gegenüberliegenden Görlitz (Deutschland).

Aus der Sicht des Jahres 2013 bilanziert die Politik- und Sozialwissenschaftlerin Angelika Pauli die Auswirkungen der Grenzziehung zwischen Deutschland und Polen:

„Am Beispiel des deutsch-polnischen Grenzgebiets zeigt sich, dass die ökonomischen Grenzen zwischen beiden Staaten im Rahmen von Europäisierungs- und Globalisierungsprozessen größtenteils aufgehoben wurden oder dies in naher Zukunft sein werden. Die administrativen Grenzen zwischen beiden Staaten sind nach wie vor existent, jedoch ist perspektivisch mit einer Angleichung und Europäisierung der Strukturen im Kontext des europäischen Mehrebenensystems zu rechnen. Nach wie vor in hohem Maße präsent und nur langfristig abzubauen sind hingegen kulturelle Grenzziehungen.“

### Verwaltung und Verkehr

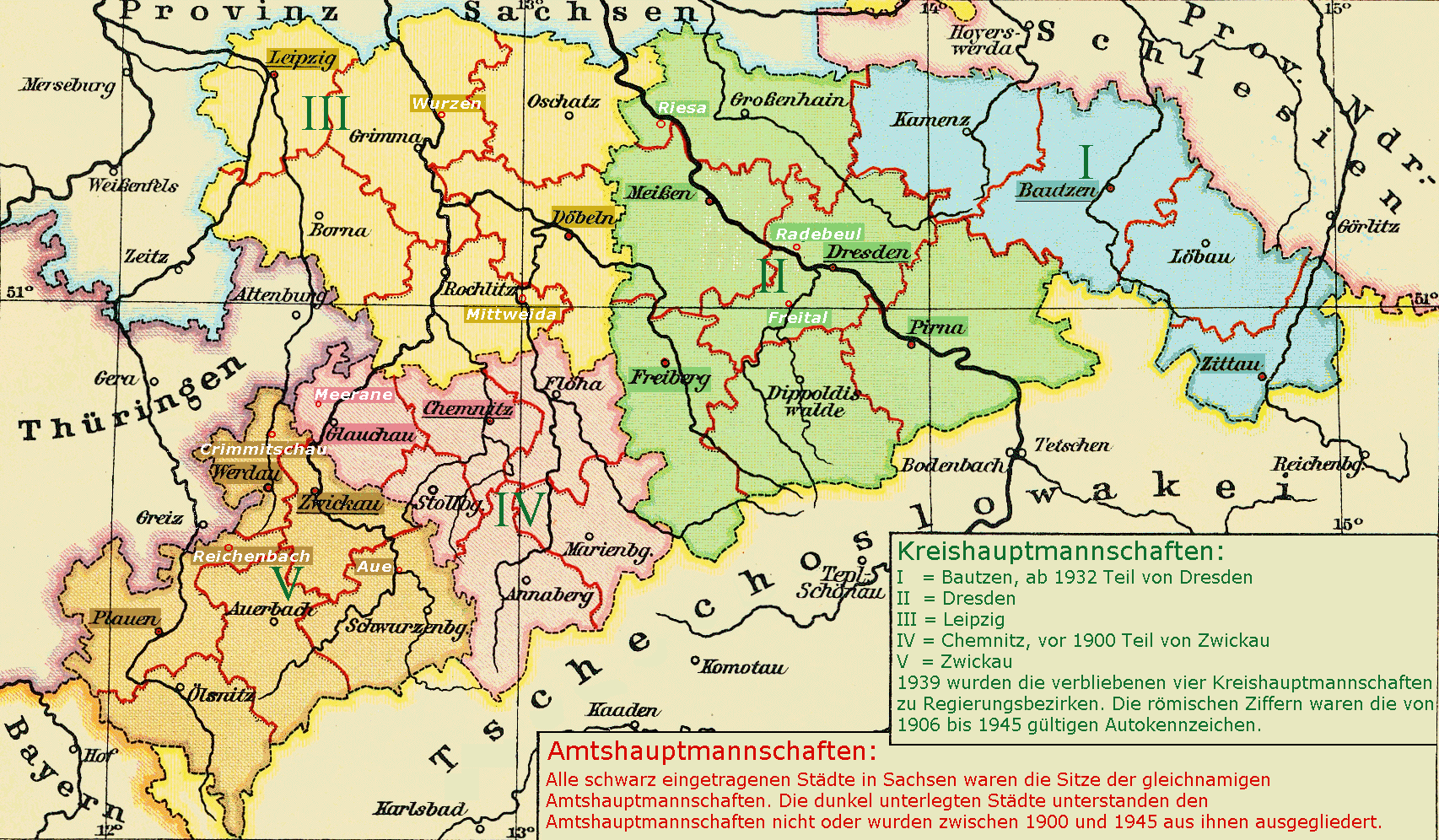
Vor 1938 bildete die Neiße nur auf einem kurzen Stück südlich von Zittau eine Staatsgrenze.

Die Oder und die Neiße bildeten über Jahrhunderte keine „natürliche Staatsgrenze“. Sowohl Vorpommern als auch Hinterpommern gehörten 1945 zu Preußen, ebenso die westlich und östlich der Oder und der Neiße gelegenen Teile Brandenburgs sowie die östlich und westlich der Neiße gelegenen Teile Niederschlesiens. Nicht nur Provinzen wurden 1945 geteilt, sondern auch Städte und Landkreise, z. B. der sächsische Landkreis Zittau. Im nördlichen Abschnitt der Grenze ist ihr Verlauf Ergebnis von Verhandlungen: So ließen sich die Vertreter der Sowjetunion im September 1945 davon überzeugen, dass es wenig zweckmäßig sei, die Mitte der Straße von Groß-Mützelburg nach Böck als Grenzlinie zu bestimmen, und verlegten sie etwas weiter nach Westen.

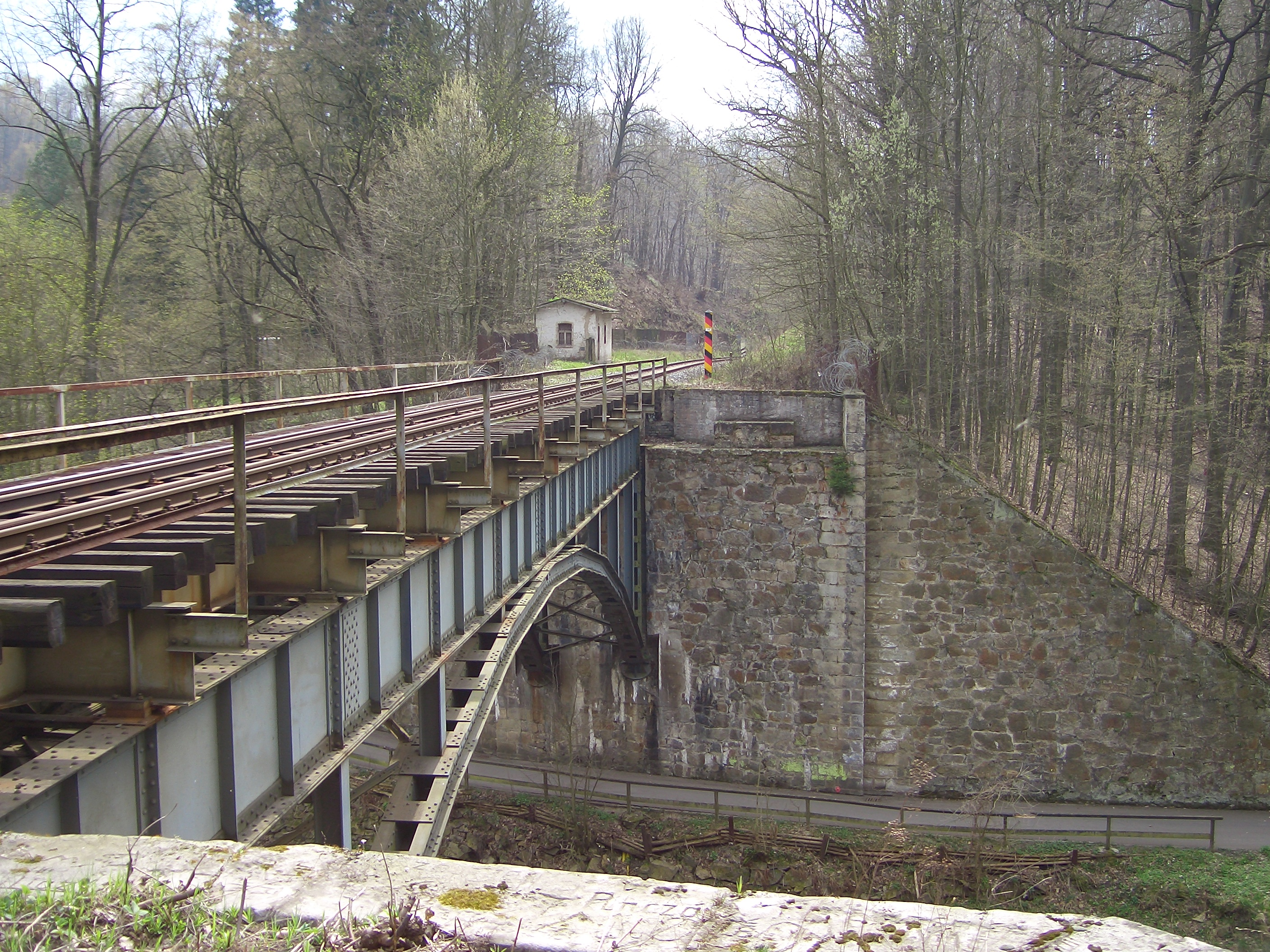
Neißebrücke der Bahnstrecken Zittau–Hagenwerder und Mikułowa–Bogatynia

Dass die Randower Kleinbahn die neue Grenze zweimal kreuzte, war nicht von Belang, da sie ohnehin weitgehend demontiert werden sollte. Kompliziertere Verhältnisse traten ab 1945 im südlichsten Abschnitt der neuen Grenze ein: Die Bahnstrecke Zittau–Hagenwerder verläuft knapp 15 km entlang dem Ostufer der Neiße, also seit der Teilung des Landkreises Zittau über polnisches Gebiet. Dieser Abschnitt wird durch ein 250 m langes Teilstück unterbrochen, das sich am westlichen Neißeufer befindet, so dass die Strecke viermal die Grenze quert. Die Betriebsführung des Eisenbahnverkehrs erfolgt bis heute im Rahmen des privilegierten Eisenbahn-Durchgangsverkehrs. Der Bahnhof für die deutsche Stadt Ostritz an dieser Bahnstrecke befindet sich auf der Ostseite der Neiße und war auch von Ostritz aus erreichbar, als DDR-Bürger nur mit Visum nach Polen einreisen durften. Der Name des Bahnhofs lautet seit 1945 „Krzewina Zgorzelecka“. Im Bahnhof halten heute keine polnischen Personenzüge mehr. Aufgrund der Vereinfachung des grenzüberschreitenden Personenverkehrs im gemeinsamen Schengen-Raum dürfen heute auch Reisende von und nach Polen die Züge von und nach Deutschland nutzen. Die östlich der Neiße gelegenen Abschnitte der Bahnstrecke Zittau–Hagenwerder sind nach 1945 mit einer Verbindungskurve im Norden und einer Streckenergänzung im Süden in das polnische Eisenbahnnetz eingebunden worden und damit heute zugleich Teil der polnischen Bahnstrecke Mikułowa (Nikolausdorf)–Bogatynia (Reichenau); auf ihr verkehren aber nur Güterzüge.

### Sprachregelungen
Die Bezeichnungen für die Regionen wurden der neuen Grenze angepasst. So verweist der Namensteil „Westpommern“ in der Bezeichnung Woiwodschaft Westpommern darauf, dass dieses Gebiet im Westen Pommerns liege, obwohl Vorpommern erst westlich von Stralsund endet. Der Name für das 1945 neu gebildete Land Mecklenburg-Vorpommern wurde 1947 in „Mecklenburg“ geändert. In der SBZ und in der DDR war das Wort „(Vor-)Pommern“ ebenso verpönt wie das Wort „(Nieder-)Schlesien“ (als Bezeichnung für das Gebiet um Görlitz). Dieses Gebiet wurde Teil des Landes Sachsen. So wurde 1968 die bis dahin mit diesem Begriff bezeichnete „Evangelische Kirche von Schlesien“ in „Kirche des Görlitzer Kirchengebiets“ umbenannt.

### Bevölkerung
Nicht nur die Gebiete beiderseits der Grenze wurden durch die Grenzziehung voneinander getrennt, sondern auch die Menschen beiderseits von ihr. Im Westen lebten Deutsche, unter ihnen auch viele Vertriebene, im Osten Polen, die fast durchwegs „Zugezogene“ waren. Durch die schwierige Überwindbarkeit der Grenze bis 1972 entwickelte sich auf beiden Seiten der Grenze ein „180-Grad-Denken“, d. h. das Bewusstsein, dass alles, was jenseits der Grenze geschah, für das eigene Leben irrelevant sei und der eigene Aktionsradius nur einen Halbkreis bilde. Erst mit der Ermöglichung des visafreien Grenzübertritts ab 1972 kamen Deutsche aus der DDR und Polen in größerer Zahl miteinander in Kontakt.
Nach dem Zusammenbruch des kommunistischen Systems in den Staaten des ehemaligen Warschauer Paktes und dem Beitritt Polens zur EU und zum Schengenraum ist ein Trend zur Annäherung der Menschen und der Wirtschaft der Gebiete beiderseits der Oder-Neiße-Grenze zu beobachten. Speziell bei den 1945 geteilten Doppelstädten an Oder und Neiße haben viele den Eindruck, dass sie wieder zusammenwachsen. Besonders gut erkennbar ist dieser Prozess im Fall der Europa-Universität Viadrina, deren Haupteinrichtungen in Frankfurt in unmittelbarer Nähe des Flusses platziert und dadurch von Studentenwohnheimen in Słubice aus leicht erreichbar sind. Der Anteil polnischer Studenten an dieser Universität betrug im Sommersemester 2012 12 Prozent.
Christian Schutte stellte im Sommer 2015 die These auf, dass „nationalistisches Denken im 21. Jahrhundert im Rahmen der deutsch-polnischen Beziehungen kein sonderlich ergiebiges Forschungsfeld darstellt.“ Allerdings stellte der Korrespondent der ARD in Warschau im Februar 2016 fest, dass sich die deutsch-polnische Partnerschaft seit der Regierungsübernahme durch die PiS deutlich verschlechtert habe: „Nach kritischen Äußerungen deutscher EU-Politiker über den autoritären Kurs der neuen polnischen Regierung waren schrille Töne bis hin zu Nazi-Vergleichen aufgekommen.“

#### Das Polenbild bei Deutschen
Für die Zeit der Teilung Deutschlands ist ein deutlicher Unterschied des Images der Polen in der Bevölkerung der beiden Staaten Deutschlands zu beobachten. Insbesondere die Tatsache, dass Polen bis um 1990 ein kommunistischer Staat war, wurde in der Bundesrepublik und der DDR unterschiedlich bewertet. Die „Völkerfreundschaft“ zwischen Bürgern der DDR und Polen war von der Politik „verordnet“. Die ideologische Vorgabe vermochte fest in der ostdeutschen Bevölkerung verwurzelte Ressentiments, die denen im Westen Deutschlands ähnelten, nicht zu beseitigen. Ab 1980 bediente die SED einige Ressentiments sogar, indem sie z. B. offen die sprichwörtliche „polnische Wirtschaft“ thematisierte und darauf verwies, dass die DDR innerhalb des Ostblocks die größten ökonomischen Erfolge vorzuweisen habe.
Im Hinblick auf die Beziehungen zwischen Deutschen und Polen beiderseits der Oder-Neiße-Grenze im 21. Jahrhundert stellen Anetta Kahane und Christian Utpatel fest: „Normal wird das deutsch-polnische Verhältnis nur, wenn auch die Deutschen akzeptieren, dass es einfach nicht normal ist.“ Die Autoren begründen diese These mit den Worten: „[D]ie Polenfeindlichkeit in Deutschland ist nicht verschwunden. Sie hat sich im Krieg ausgetobt, in der Nachkriegszeit verharrte sie und in der DDR wurde sie zu bestimmten Gelegenheiten, wie zur Zeit der regimekritischen Gewerkschaft Solidarność, durch die Staatsführung sogar wieder angefacht. Nach dem Fall der Mauer kroch sie ebenso wieder hervor wie andere Formen der Menschenverachtung und versteckte sich gleichzeitig hinter ihnen.“ Insbesondere im südöstlichen Vorpommern gebe es Spannungen zwischen den dorthin zugezogenen Polen und der einheimischen deutschen Bevölkerung. Die Amadeu-Antonio-Stiftung versucht hingegen durch eine Imagekampagne den Eindruck zu erzeugen, dass Vorpommern „[n]ur noch auf der Landkarte rechts“ sei.
Im Lichte der Ergebnisse repräsentativer Meinungsumfragen lässt sich eine allmähliche Verbesserung des Polenbildes unter der deutschen Bevölkerung feststellen. So sank z. B. von 2000 bis 2006 der Anteil der Deutschen, die Polen für „rückständig“ halten, von 44 auf 32 %, und nur noch 30 statt 37 % bewerteten 2006 Polen als „unehrlich“. Die Bertelsmann-Studie: „Im Osten was Neues? Das Bild Polens und Russlands in Deutschland 2013“ stellt fest, dass weiterhin alte Vorurteile gegenüber Polen zwar langsam, aber stetig auf dem Rückzug seien.

#### Das Deutschenbild bei Polen
Das deutsch-polnische Magazin Dialog beschreibt die Lage zwanzig Jahre nach der Ziehung der neuen Grenze: Die polnischen Katholiken seien 1965 in tief verwurzelten antideutschen Ressentiments befangen gewesen. Die Erinnerungen an den Zweiten Weltkrieg seien noch sehr lebendig gewesen, und die kommunistische Propaganda sowie die Polenpolitik der Bundesrepublik hätten dafür gesorgt, dass die Wunden nicht verheilt seien. Für die meisten Polen habe außer Zweifel gestanden, dass die Deutschen für die Polen tausend Jahre lang eine tödliche Bedrohung gewesen seien und dass deutsche Täter polnischen Opfern immer wieder unermessliches Leid zugefügt hätten, niemals umgekehrt. Deshalb sei der Brief der polnischen Bischöfe, in denen diese von den „deutschen Verdiensten für die Christianisierung und Europäisierung Polens im Mittelalter“ und von dem „Leid der deutschen Vertriebenen“ sprachen, auf Unverständnis bei den polnischen Laien gestoßen. Mit Fassungslosigkeit und Entsetzen hätten diese darauf reagiert, dass die Bischöfe den in der Wahrnehmung der polnischen Katholiken immer noch „böswilligen“ Deutschen nicht nur ihre ungesühnten Verbrechen vergeben, sondern sie sogar um Vergebung im Namen der Polen gebeten hätten, obwohl diese sich selbst als „unschuldig“ empfunden hätten. Einen entscheidenden Fehler sieht Żurek, der Autor der Analyse, darin, dass die polnischen Bischöfe nicht genügend bedacht hätten, dass sie regelmäßige Kontakte mit ihren Amtsbrüdern im Westen und vor allem in Rom hätten pflegen können, während die meisten Laien Polen nicht in Richtung Westen hätten verlassen dürfen, was eine Änderung ihres Denkens stark erschwert habe.
Im Jahr 2006 beklagte sich der damalige Ministerpräsident des Landes Brandenburg, Matthias Platzeck, über eine Zunahme anti-deutscher Ressentiments unter Polen. Dieser Eindruck wurde (zumindest 2013) nicht von allen geteilt: „Die Zeiten, da deutschstämmige Polen als Schwaben beschimpft wurden, sind vorüber. Wenn sie sich jetzt erstmals per Briefwahl [von Polen aus] an der Bundestagswahl beteiligen, müssen sie kaum fürchten, dass man ihnen das übel nimmt, sie gar als unsichere Kantonisten schmäht.“ Man dürfe Kampagnen nationalistischer Politiker, die nicht die Mehrheit in Polen und bei Polen in Deutschland hinter sich hätten, nicht zu ernst nehmen.
Bei der Parlamentswahl am 2. Oktober 2015 erhielt die nationalistische Partei PiS eine absolute Mehrheit der Sitze im Sejm, ebenso 2019.

### Wirtschaft
Auf beiden Seiten der Oder-Neiße-Grenze scheiterte ab 1945 der Versuch, die Neusiedler in die Landwirtschaft zu integrieren, die sich als nicht aufnahmefähig genug erwies. Stattdessen wurde auf beiden Seiten der Grenze die Bevölkerung über eine zweite, sozialistische Industrialisierung integriert, und zwar in der DDR durch den Bau des Eisenhüttenkombinats bei Fürstenberg (Eisenhüttenstadt), das Petrochemische Kombinat in Schwedt, das Chemiefaser-Kombinat in Guben und das Halbleiterwerk in Frankfurt (Oder).
Auf der polnischen Seite erfolgte eine Industrialisierung in den späten 1960er und frühen 1970er Jahren, Schwerpunkte waren die Schwerindustrie, der Bergbau und die chemische Industrie. Die Industrie der Grenzregion war auf beiden Seiten sehr stark auf den sowjetischen Markt ausgerichtet, daher waren später auf beiden Seiten ähnliche Probleme des Transformationsprozesses zu beobachten.
Zwischen Deutschland und Polen gibt es heute ein wirtschaftliches West-Ost-Gefälle auf nationaler Ebene, aber auch zwischen den benachbarten Grenzregionen. Das Bruttoinlandsprodukt pro Kopf betrug 2014 in Deutschland 35.300 Euro, in Polen 10.700 Euro. Dafür, dass dieses Gefälle auch an der Oder-Neiße-Grenze spürbar ist, sorgten die Investitionen in Ostdeutschland im Rahmen des Aufbaus Ost ab 1990: Die neuen Bundesländer hatten mit 17 Millionen Einwohnern ein Investitionsvolumen von 800 Milliarden DM zur Verfügung, während Polen mit 38 Millionen Einwohnern lediglich über umgerechnet zehn Milliarden DM verfügte – das bedeutet eine 200-fach höhere pro Kopf-Investition in Ostdeutschland. Trotzdem konnte Polen nach 1990 ein stetiges Wirtschaftswachstum verzeichnen, so dass die Wirtschaft Polens besser mit der Transformation von der Planwirtschaft zur Marktwirtschaft zurechtkam als die meisten anderen Transformationsstaaten in Europa. Aufgrund des Preisgefälles entstanden nach 1990 im Zuge des Grenztourismus zahlreiche Polenmärkte.
Aus den unterschiedlichen Werten des BIP pro Kopf ergibt sich ein generelles Kaufkraftgefälle von West nach Ost mit der Folge, dass die meisten Waren und Dienstleistungen östlich der Oder-Neiße-Grenze preiswerter sind als westlich davon. Die relativ niedrigen Löhne in Polen halten Deutsche (nicht nur aus den strukturschwachen Gebieten unmittelbar westlich der Grenze) davon ab, zur Arbeitsaufnahme nach Polen auszupendeln oder umzuziehen. Umgekehrt bildeten im Jahr 2012 die Polen die größte Gruppe unter den nach Deutschland eingereisten Arbeitsmigranten mit 184.000 Zuwanderern. Daran, dass im selben Jahr 114.000 Polen aus Deutschland fortzogen, ist zu erkennen, dass sich unter den Polen, die sich 2012 zur Arbeitsaufnahme nach Deutschland begaben, viele Saisonarbeiter befanden.
Vergleicht man die einzelnen Regionen, so ist festzustellen, dass östlich der Oder-Neiße-Grenze die Woiwodschaften Westpommern und Lebus 2010 unterdurchschnittliche Werte beim BIP pro Kopf (bezogen auf die Zahlen für Gesamtpolen) aufwiesen, während die Woiwodschaft Niederschlesien eine überdurchschnittliche Wirtschaftskraft mit einer positiven Wachstumsdynamik zeigt. Westpommern und Lebus verschlechterten hingegen ihre relative Position innerhalb Polens. Westlich der Grenze bildete Mecklenburg-Vorpommern 2013 das Schlusslicht unter den deutschen Ländern mit 22.964 Euro BIP pro Kopf. Auch Brandenburg (24.231 €) und Sachsen (25.378 €) lagen deutlich unter dem Durchschnittswert für Gesamtdeutschland.
Negative ökonomische Effekte der ehemaligen Randlage sind im Norden des Grenzbereichs noch deutlich erkennbar. Aber auch dort gibt es gegenläufige Tendenzen wie die positive Entwicklung des Tourismus entlang der Ostseeküste. So gab es in keiner Woiwodschaft Polens 2012 mehr Übernachtungen durch Ausländer als in Westpommern, von denen 90 Prozent Deutsche waren.
Frühere Befürchtungen, Polen würden Ostdeutschen auf dem Arbeitsmarkt in den strukturschwachen Gebieten westlich der Oder Konkurrenz machen, haben sich weitgehend als unbegründet erwiesen: In jedem der drei an Polen angrenzenden Bundesländer wohnen jeweils weniger als zwei Prozent der in Deutschland lebenden Polen. Diese bevorzugen Wohnorte in den alten Bundesländern, da dort die Arbeitsmarktlage und die Verdienstmöglichkeiten besser sind als in Ostdeutschland.
In der Agglomeration Stettin gibt es den Sonderfall, dass polnisches Kapital in Deutschland investiert wird, da Grundstücke westlich des Powiats Policki preiswerter sind als in Polen. Polen kauf(t)en folglich im südöstlichen Vorpommern und im nordöstlichen Brandenburg Grundstücke. Auch bezogen sie leerstehende Mietwohnungen (die Alternative hierzu hätte im Ausfall von Mieteinnahmen oder der Notwendigkeit bestanden, Miethäuser abzureißen). Dadurch konnte in Löcknitz ein Deutsch-Polnisches Gymnasium als Europaschule eingerichtet werden. In der Region im südöstlichen Vorpommern und im nordöstlichen Brandenburg, in der es in weitem Umkreis außer Stettin keine Großstadt gibt, wird dieses auch von Deutschen zunehmend als „ihr“ Oberzentrum akzeptiert.

## Gemeinden an der Staatsgrenze (von Nord nach Süd)
| Deutschland            | Deutschland           | Deutschland                           | Deutschland                      | Deutschland                 | G r e n z e             | Polen                    | Polen                             | Polen                    | Polen               | Polen                            |
| Bundesland             | Landkreis             |                                       | Gemeinde                         | GÜST 1                      | G r e n z e             | GÜST                     |                                   | Gmina (Gemeinde)         | Powiat (Kreis)      | Województwo (Verwaltungsbezirk)  |
| ---------------------- | --------------------- | ------------------------------------- | -------------------------------- | --------------------------- | ----------------------- | ------------------------ | --------------------------------- | ------------------------ | ------------------- | -------------------------------- |
| Ostsee                 |                       |                                       |                                  |                             |                         |                          |                                   |                          |                     |                                  |
| Mecklenburg-Vorpommern | Vorpommern-Greifswald |                                       | Heringsdorf                      |                             | I n s e l U s e d o m   |                          |                                   | Świnoujście (Swinemünde) |                     | Zachodniopomorskie (Westpommern) |
| Mecklenburg-Vorpommern | Vorpommern-Greifswald | Korswandt                             |                                  |                             | I n s e l U s e d o m   |                          |                                   | Świnoujście (Swinemünde) |                     | Zachodniopomorskie (Westpommern) |
| Mecklenburg-Vorpommern | Vorpommern-Greifswald | Garz                                  |                                  |                             | I n s e l U s e d o m   |                          |                                   | Świnoujście (Swinemünde) |                     | Zachodniopomorskie (Westpommern) |
| Mecklenburg-Vorpommern | Vorpommern-Greifswald | Kamminke                              |                                  |                             | I n s e l U s e d o m   |                          |                                   | Świnoujście (Swinemünde) |                     | Zachodniopomorskie (Westpommern) |
| Mecklenburg-Vorpommern | Vorpommern-Greifswald |                                       | S t e t i n e r H a f            |                             |                         |                          |                                   |                          |                     | Zachodniopomorskie (Westpommern) |
| Mecklenburg-Vorpommern | Vorpommern-Greifswald |                                       | Altwarp                          |                             |                         |                          | Nowe Warpno (Neuwarp)             | Policki (Pölitz)         |                     | Zachodniopomorskie (Westpommern) |
| Mecklenburg-Vorpommern | Vorpommern-Greifswald | Vogelsang-Warsin                      |                                  |                             |                         |                          | Nowe Warpno (Neuwarp)             | Policki (Pölitz)         |                     | Zachodniopomorskie (Westpommern) |
| Mecklenburg-Vorpommern | Vorpommern-Greifswald | Luckow                                |                                  |                             |                         |                          | Nowe Warpno (Neuwarp)             | Policki (Pölitz)         |                     | Zachodniopomorskie (Westpommern) |
| Mecklenburg-Vorpommern | Vorpommern-Greifswald | B e k e                               |                                  |                             |                         |                          | Nowe Warpno (Neuwarp)             | Policki (Pölitz)         |                     | Zachodniopomorskie (Westpommern) |
| Mecklenburg-Vorpommern | Vorpommern-Greifswald | Police (Pölitz)                       |                                  |                             |                         |                          |                                   | Policki (Pölitz)         |                     | Zachodniopomorskie (Westpommern) |
| Mecklenburg-Vorpommern | Vorpommern-Greifswald | Hintersee                             |                                  |                             |                         |                          |                                   | Policki (Pölitz)         |                     | Zachodniopomorskie (Westpommern) |
| Mecklenburg-Vorpommern | Vorpommern-Greifswald |                                       |                                  |                             |                         |                          |                                   | Policki (Pölitz)         |                     | Zachodniopomorskie (Westpommern) |
| Mecklenburg-Vorpommern | Vorpommern-Greifswald | Dobra (Daber)                         |                                  |                             |                         |                          |                                   | Policki (Pölitz)         |                     | Zachodniopomorskie (Westpommern) |
| Mecklenburg-Vorpommern | Vorpommern-Greifswald | Blankensee                            |                                  |                             |                         |                          |                                   | Policki (Pölitz)         |                     | Zachodniopomorskie (Westpommern) |
| Mecklenburg-Vorpommern | Vorpommern-Greifswald | Ramin                                 |                                  |                             |                         |                          |                                   | Policki (Pölitz)         |                     | Zachodniopomorskie (Westpommern) |
| Mecklenburg-Vorpommern | Vorpommern-Greifswald | Grambow                               |                                  |                             |                         |                          |                                   | Policki (Pölitz)         |                     | Zachodniopomorskie (Westpommern) |
| Mecklenburg-Vorpommern | Vorpommern-Greifswald | Kołbaskowo (Kolbitzow)                |                                  |                             |                         |                          |                                   | Policki (Pölitz)         |                     | Zachodniopomorskie (Westpommern) |
| Mecklenburg-Vorpommern | Vorpommern-Greifswald | Nadrensee                             |                                  |                             |                         |                          |                                   | Policki (Pölitz)         |                     | Zachodniopomorskie (Westpommern) |
| Brandenburg            | Uckermark             |                                       | Mescherin                        |                             |                         |                          |                                   | Policki (Pölitz)         |                     | Zachodniopomorskie (Westpommern) |
| Brandenburg            | Uckermark             | O d e r                               | Mescherin                        |                             |                         |                          |                                   | Policki (Pölitz)         |                     | Zachodniopomorskie (Westpommern) |
| Brandenburg            | Uckermark             |                                       | Mescherin                        |                             | Gryfino (Greifenhagen)  | Gryfiński (Greifenhagen) |                                   |                          |                     | Zachodniopomorskie (Westpommern) |
| Brandenburg            | Uckermark             | Gartz                                 |                                  |                             | Gryfino (Greifenhagen)  | Gryfiński (Greifenhagen) |                                   |                          |                     | Zachodniopomorskie (Westpommern) |
| Brandenburg            | Uckermark             | Widuchowa (Fiddichow)                 |                                  |                             |                         | Gryfiński (Greifenhagen) |                                   |                          |                     | Zachodniopomorskie (Westpommern) |
| Brandenburg            | Uckermark             | Schwedt/Oder                          |                                  |                             |                         | Gryfiński (Greifenhagen) |                                   |                          |                     | Zachodniopomorskie (Westpommern) |
| Brandenburg            | Uckermark             | Chojna (Königsberg in der Neumark)    |                                  |                             |                         | Gryfiński (Greifenhagen) |                                   |                          |                     | Zachodniopomorskie (Westpommern) |
| Brandenburg            | Uckermark             | Cedynia (Zehden)                      |                                  |                             |                         | Gryfiński (Greifenhagen) |                                   |                          |                     | Zachodniopomorskie (Westpommern) |
| Brandenburg            | Uckermark             | Schöneberg                            |                                  |                             |                         | Gryfiński (Greifenhagen) |                                   |                          |                     | Zachodniopomorskie (Westpommern) |
| Brandenburg            | Barnim                |                                       | Lunow-Stolzenhagen               |                             |                         | Gryfiński (Greifenhagen) |                                   |                          |                     | Zachodniopomorskie (Westpommern) |
| Brandenburg            | Märkisch-Oderland     |                                       | Bad Freienwalde                  |                             |                         | Gryfiński (Greifenhagen) |                                   |                          |                     | Zachodniopomorskie (Westpommern) |
| Brandenburg            | Märkisch-Oderland     | Oderaue                               |                                  |                             |                         | Gryfiński (Greifenhagen) |                                   |                          |                     | Zachodniopomorskie (Westpommern) |
| Brandenburg            | Märkisch-Oderland     | Mieszkowice (Bärwalde in der Neumark) |                                  |                             |                         | Gryfiński (Greifenhagen) |                                   |                          |                     | Zachodniopomorskie (Westpommern) |
| Brandenburg            | Märkisch-Oderland     | Neulewin                              |                                  |                             |                         | Gryfiński (Greifenhagen) |                                   |                          |                     | Zachodniopomorskie (Westpommern) |
| Brandenburg            | Märkisch-Oderland     | Letschin                              |                                  |                             |                         | Gryfiński (Greifenhagen) |                                   |                          |                     | Zachodniopomorskie (Westpommern) |
| Brandenburg            | Märkisch-Oderland     |                                       |                                  | Boleszkowice (Fürstenfelde) | Myśliborski (Soldin)    |                          |                                   |                          |                     | Zachodniopomorskie (Westpommern) |
| Brandenburg            | Märkisch-Oderland     | Bleyen-Genschmar                      |                                  | Boleszkowice (Fürstenfelde) | Myśliborski (Soldin)    |                          |                                   |                          |                     | Zachodniopomorskie (Westpommern) |
| Brandenburg            | Märkisch-Oderland     |                                       |                                  | Kostrzyn nad Odrą (Küstrin) | Gorzowski (Landsberg)   | Lubuskie (Lebus)         |                                   |                          |                     |                                  |
| Brandenburg            | Märkisch-Oderland     | Küstriner Vorland                     |                                  | Kostrzyn nad Odrą (Küstrin) | Gorzowski (Landsberg)   | Lubuskie (Lebus)         |                                   |                          |                     |                                  |
| Brandenburg            | Märkisch-Oderland     |                                       |                                  | Górzyca (Göritz)            | Słubicki (Dammvorstadt) | Lubuskie (Lebus)         |                                   |                          |                     |                                  |
| Brandenburg            | Märkisch-Oderland     | Reitwein                              |                                  | Górzyca (Göritz)            | Słubicki (Dammvorstadt) | Lubuskie (Lebus)         |                                   |                          |                     |                                  |
| Brandenburg            | Märkisch-Oderland     | Lebus                                 |                                  | Górzyca (Göritz)            | Słubicki (Dammvorstadt) | Lubuskie (Lebus)         |                                   |                          |                     |                                  |
| Brandenburg            | Märkisch-Oderland     | Słubice (Dammvorstadt)                |                                  |                             | Słubicki (Dammvorstadt) | Lubuskie (Lebus)         |                                   |                          |                     |                                  |
| Brandenburg            |                       | Frankfurt an der Oder                 |                                  |                             | Słubicki (Dammvorstadt) | Lubuskie (Lebus)         |                                   |                          |                     |                                  |
| Brandenburg            | Oder-Spree            |                                       | Wiesenau                         |                             | Słubicki (Dammvorstadt) | Lubuskie (Lebus)         |                                   |                          |                     |                                  |
| Brandenburg            | Oder-Spree            |                                       | Ziltendorf                       |                             | Słubicki (Dammvorstadt) | Lubuskie (Lebus)         |                                   |                          | Cybinka (Ziebingen) |                                  |
| Brandenburg            | Oder-Spree            | Eisenhüttenstadt                      |                                  |                             | Słubicki (Dammvorstadt) | Lubuskie (Lebus)         |                                   |                          | Cybinka (Ziebingen) |                                  |
| Brandenburg            | Oder-Spree            | Neißemünde                            |                                  |                             | Słubicki (Dammvorstadt) | Lubuskie (Lebus)         |                                   |                          | Cybinka (Ziebingen) |                                  |
| Brandenburg            | Oder-Spree            | N e i ß e                             |                                  |                             | Wiejska Gubin (Gubin)   | Lubuskie (Lebus)         | Krośnieński (Crossen an der Oder) |                          |                     |                                  |
| Brandenburg            | Spree-Neiße           | N e i ß e                             |                                  | Guben                       | Wiejska Gubin (Gubin)   | Lubuskie (Lebus)         | Krośnieński (Crossen an der Oder) |                          |                     |                                  |
| Brandenburg            | Spree-Neiße           | N e i ß e                             | Schenkendöbern                   |                             | Wiejska Gubin (Gubin)   | Lubuskie (Lebus)         | Krośnieński (Crossen an der Oder) |                          |                     |                                  |
| Brandenburg            | Spree-Neiße           | N e i ß e                             | Forst                            |                             | Wiejska Gubin (Gubin)   | Lubuskie (Lebus)         | Krośnieński (Crossen an der Oder) |                          |                     |                                  |
| Brandenburg            | Spree-Neiße           | N e i ß e                             |                                  |                             | Brody (Pförten)         | Lubuskie (Lebus)         | Żarski (Sorau)                    |                          |                     |                                  |
| Brandenburg            | Spree-Neiße           | N e i ß e                             | Neiße-Malxetal                   |                             | Brody (Pförten)         | Lubuskie (Lebus)         | Żarski (Sorau)                    |                          |                     |                                  |
| Brandenburg            | Spree-Neiße           | N e i ß e                             | Trzebiel (Triebel)               |                             |                         | Lubuskie (Lebus)         | Żarski (Sorau)                    |                          |                     |                                  |
| Sachsen                | Görlitz               | N e i ß e                             |                                  | Bad Muskau                  |                         | Lubuskie (Lebus)         | Żarski (Sorau)                    |                          |                     |                                  |
| Sachsen                | Görlitz               | N e i ß e                             | Łęknica (Lugknitz)               | Bad Muskau                  |                         | Lubuskie (Lebus)         | Żarski (Sorau)                    |                          |                     |                                  |
| Sachsen                | Görlitz               | N e i ß e                             | Krauschwitz                      |                             |                         | Lubuskie (Lebus)         | Żarski (Sorau)                    |                          |                     |                                  |
| Sachsen                | Görlitz               | N e i ß e                             | Przewóz (Priebus)                |                             |                         | Lubuskie (Lebus)         | Żarski (Sorau)                    |                          |                     |                                  |
| Sachsen                | Görlitz               | N e i ß e                             | Rothenburg/Oberlausitz           |                             |                         | Lubuskie (Lebus)         | Żarski (Sorau)                    |                          |                     |                                  |
| Sachsen                | Görlitz               | N e i ß e                             |                                  |                             | Pieńsk (Penzig)         | Zgorzelecki (Görlitz)    | Dolnośląskie (Niederschlesien)    |                          |                     |                                  |
| Sachsen                | Görlitz               | N e i ß e                             | Neißeaue                         |                             | Pieńsk (Penzig)         | Zgorzelecki (Görlitz)    | Dolnośląskie (Niederschlesien)    |                          |                     |                                  |
| Sachsen                | Görlitz               | N e i ß e                             | Görlitz                          |                             | Pieńsk (Penzig)         | Zgorzelecki (Görlitz)    | Dolnośląskie (Niederschlesien)    |                          |                     |                                  |
| Sachsen                | Görlitz               | N e i ß e                             | Zgorzelec (Görlitz)              |                             |                         | Zgorzelecki (Görlitz)    | Dolnośląskie (Niederschlesien)    |                          |                     |                                  |
| Sachsen                | Görlitz               | N e i ß e                             | Ostritz                          |                             |                         | Zgorzelecki (Görlitz)    | Dolnośląskie (Niederschlesien)    |                          |                     |                                  |
| Sachsen                | Görlitz               | N e i ß e                             | Bogatynia (Reichenau in Sachsen) |                             |                         | Zgorzelecki (Görlitz)    | Dolnośląskie (Niederschlesien)    |                          |                     |                                  |
| Sachsen                | Görlitz               | N e i ß e                             | Zittau                           |                             |                         | Zgorzelecki (Görlitz)    | Dolnośląskie (Niederschlesien)    |                          |                     |                                  |
| Tschechien             |                       |                                       |                                  |                             |                         |                          |                                   |                          |                     |                                  |

## Straßen- und Eisenbahnverbindungen zwischen Deutschland und Polen

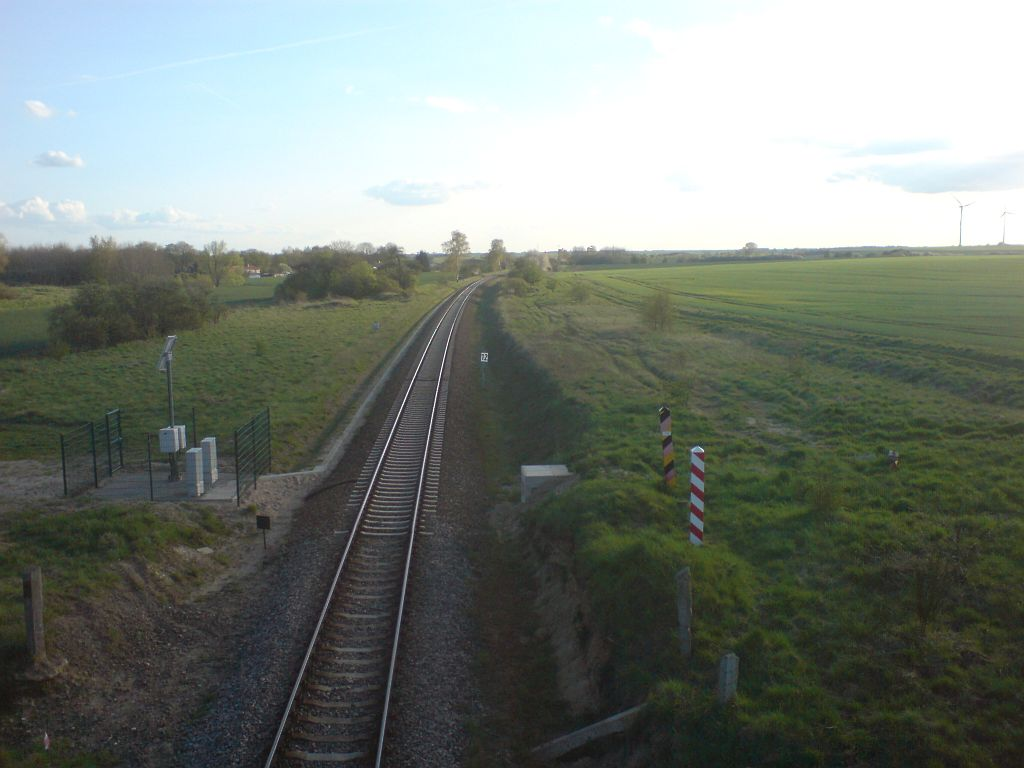
Grenze am nicht elektrifizierten eingleisigen Abschnitt der Bahnstrecke Berlin–Szczecin

Seit dem Beitritt Polens zum Schengen-Raum besteht keine generelle Pflicht mehr, zum Überschreiten der Grenze zwischen Deutschland und Polen offizielle Grenzübergänge zu benutzen. So können etwa Fußgänger die Grenze am Ostseestrand überqueren, obwohl es dort unmittelbar keinen Grenzübergang gibt.
In Wirtschaftskreisen wird kritisiert, dass die Fahrzeit zwischen deutschen und polnischen Großstädten, insbesondere mit der Eisenbahn, zu lang sei.
Wichtige offizielle Grenzübergänge für den Verkehr mit Kraftfahrzeugen sind (von Norden nach Süden):
- Ahlbeck / Świnoujście (Swinemünde)
- Garz / Świnoujście (Swinemünde)
- Hintersee / Dobieszczyn (Forsthaus Entepöl)
- Linken / Lubieszyn (Neu-Linken)
- A 11 / A6 (E 28)
- Mescherin / Gryfino (Greifenhagen)
- Schwedt/Oder / Krajnik Dolny (Niederkränig)
- Hohenwutzen / Osinów Dolny (Niederwutzen)
- Küstrin-Kietz / Kostrzyn nad Odrą (Küstrin)
- Frankfurt (Oder) / Słubice (Dammvorstadt)
- A 12 / A2 (E 30)
- Guben / Gubin
- Forst (Lausitz) / Brody (Lebus) (Pförten)
- A 15 / A18 (E 36)
- Bad Muskau / Łęknica (Lugknitz)
- Podrosche / Przewóz (Priebus)
- A 4 / A4 (E 40)
- Görlitz / Zgorzelec
- Zittau / Sieniawka (Kleinschönau)

Eisenbahn-Grenzübergänge sind (von Norden nach Süden):
- Ahlbeck / Świnoujście (Swinemünde), siehe Bahnstrecke Ducherow–Heringsdorf–Wolgaster Fähre
- Grambow / Szczecin (Stettin), siehe Bahnstrecke Bützow–Szczecin
- Tantow / Szczecin (Stettin), siehe Bahnstrecke Berlin–Szczecin
- Küstrin-Kietz / Kostrzyn nad Odrą (Küstrin), siehe Bahnstrecke Berlin–Küstrin-Kietz Grenze und Bahnstrecke Tczew–Küstrin-Kietz Grenze (vgl. Preußische Ostbahn)
- Frankfurt (Oder) Oderbrücke / Kunowice (Kunersdorf), siehe Bahnstrecke Frankfurt (Oder)–Poznań
- Guben / Gubin, siehe Bahnstrecke Guben–Zbąszynek
- Guben / Gubinek, siehe Bahnstrecke Berlin–Wrocław
- Forst / Zasieki, siehe Bahnstrecke Łódź–Forst (Lausitz)
- Horka / Węgliniec (Kohlfurt), siehe Bahnstrecke Węgliniec–Roßlau
- Görlitz / Zgorzelec, siehe Bahnstrecke Węgliniec–Görlitz
- Zittau / Kopaczów (Oberullersdorf), siehe Bahnstrecke Liberec–Zittau

Bei der letztgenannten grenzüberschreitenden Strecke handelt es sich formal um einen tschechisch-deutschen Eisenbahngrenzübergang, da die Strecke über keine Betriebsstelle auf polnischem Territorium verfügt und der rund 2,7 km lange, in Polen gelegene Abschnitt auch nicht mit dem übrigen polnischen Eisenbahnnetz verbunden ist.

## Flucht und Vertreibung Deutscher aus Polen, Aufnahme in Deutschland
Die Verträge von 1970 und 1990 betreffen nur die Grenzziehung, behandeln aber nicht die Themen Vertreibung und Enteignung Vertriebener.

## Wildschweinzaun
Nachdem die dänische Regierung bereits zuvor einen Wildschweinzaun an der deutsch-dänischen Grenze errichten ließ, wurde 2021 auch ein Wildschweinzaun auf deutscher Seite der deutsch-polnischen Grenze zum Schutz vor der Afrikanischen Schweinepest fertiggestellt.